# ベースボール・チャレンジ・リーグ
ベースボール・チャレンジ・リーグ（Baseball Challenge League）は、関東地方5県と福島県、山梨県、長野県を活動地域とする日本のプロ野球の独立リーグ。命名権に基づく通称は「ルートインBCリーグ」。株式会社ジャパン・ベースボール・マーケティングが運営を行っている。

## 概要
地域のスポーツ活性化を目的として、四国アイランドリーグ（現：四国アイランドリーグplus）に続く日本で2番目の野球の独立リーグとして2006年に設立され、2007年より試合を開催している。その運営理念として、野球興行だけでなく、野球選手の指導・マネジメント業務と野球教室・各種スポーツイベントの企画運営も事業内容に含まれている。
開設初年度の2007年シーズンは、リーグ名称を北信越ベースボール・チャレンジ・リーグ（ほくしんえつ・－、北信越BCリーグ）とし、北信越地方の新潟県・富山県・石川県・長野県の4県にそれぞれ1チームずつ本拠を置き、4球団でリーグ戦を行っていた。その後、翌2008年シーズンから関東地方の群馬県および北陸地方の福井県に本拠を置く2つの新球団が加入するのに伴い、2007年11月1日から「北信越」を外して現在の名称となり、2008年から2014年までは6球団でリーグ戦をおこなった。2014年シーズンより、オフィシャルパートナーであるルートイングループがリーグとの契約に基づいて命名権者となり、リーグ名称が「ルートインBCリーグ」となる。
2013年12月24日に埼玉県（主に熊谷市を中心とした県北エリア）を本拠とする新球団武蔵ヒートベアーズが、2014年5月21日に福島県を本拠とする新球団（加盟発表後の7月18日に球団名を福島ホープスと発表）が、それぞれ2015年からの加入予定で設立準備を開始したと正式に発表され、同年6月24日に2015年度からの加盟が正式承認された。これにより、2015年シーズンからは8球団での運営となった。
2016年3月23日、2017年度からの参加を前提にして栃木県および滋賀県を本拠地とする球団の準加盟と、球団準備室の発足が発表された。同年6月28日に、両球団の2017年シーズンからの加盟が正式に決定し、滋賀球団については滋賀ユナイテッドベースボールクラブという名称も合わせて発表された。栃木の球団名は、同年8月1日に栃木ゴールデンブレーブスに決定した。この2球団の加入で、2017年シーズンから10球団での運営となった。
2018年7月24日に、茨城県を活動地域とする茨城アストロプラネッツの加盟を承認し、2019年シーズンからは11球団でリーグ戦を実施した。2019年6月27日に、準加盟だった神奈川県に本拠を置く球団の本加盟が決定し、2020年シーズンからは神奈川フューチャードリームスの名称でリーグ戦に参加している。
2025年からは山梨県を本拠とする山梨ファイアーウィンズがリーグ戦に参加している。
このほか、静岡県および千葉県にも加盟を目指す動きがあり、このうち千葉については2025年より準加盟球団として活動予定である（詳細後述）。一方、北陸及び近畿地方の4球団（2021年度の区分では西地区）は、2022年度よりリーグを離脱して新リーグ（日本海オセアンリーグ）を結成した。また、発足時以来の加盟球団だった新潟アルビレックス・ベースボール・クラブは、2024年度からのNPBファーム（イースタン・リーグ）加入が決定したことにともない、2023年12月末をもって加盟を終了した。
2018年7月31日より、シンガーソングライターの大原ゆい子が公式アンバサダーとして就任している。

## スタッフ
- 株式会社ジャパン・ベースボール・マーケティング
  - 代表取締役 ： 村山哲二

リーグ設立当時、水島新司がアンバサダーを務めていた。

## 沿革
BCリーグは2004年、NPB加盟のオリックス・ブルーウェーブと大阪近鉄バファローズの球団統合問題をきっかけに起こったプロ野球再編問題に端緒を発する。この問題の渦中、新潟県と石川県で新プロ野球球団の設立構想が起こったが、その後両球団の統合によるオリックス・バファローズの設立と東北楽天ゴールデンイーグルスの新規参入によって事態が収束したため、新潟側が「独立リーグの創設」に方針を転換。石川側と合流して検討を進め、2006年春に計画が具体化したものである。

### 2006年
5月9日 - 構想が明らかになる。
5月15日 - 新潟市内で記者会見が行われ、詳細が発表される。開設準備室の村山代表、アルビレックス新潟の池田弘会長、漫画家の水島新司が出席。また、四国アイランドリーグの石毛宏典コミッショナーも出席し、将来的には交流戦を行いたい意向を表明。
7月3日 - リーグ運営会社を設立。
8月1日 - 新潟県から参加する新潟アルビレックス・ベースボール・クラブが設立される。
9月13日 - リーグの正式名称が「北信越ベースボール・チャレンジ・リーグ」に決まる。
10月13日 - 富山県から参加する「富山サンダーバーズベースボールクラブ」の設立発表。
10月27日 - 長野県から参加するチームの名称が「信濃グランセローズ」に、石川県から参加するチームの名称が「石川ミリオンスターズ」に決まる。

### 2007年
1月25日 - 北信越BCリーグドラフト会議を開催。選手97名の所属チームが決定する。
2月27日 - 新潟、富山の全選手が契約を完了する。3月2日には信濃、同5日には石川の選手も契約を完了し、2007年の4チームの陣容が決定する。
3月7日 - 2007年の公式戦日程が発表される（この時点では信濃主催分の開催球場は未定で、後日正式に発表）。
4月28日 - 初シーズンの公式戦開幕。2試合それぞれ4538人、6832人、計11370人の観客を集める。
6月19日 - 初のNPBとの交流戦が信濃（単独）と北海道日本ハムファイターズ (ファーム)の間で行われる（●1-8）。
6月19日 - 2008年度からの同リーグ参加を予定した群馬県にて、新球団の球団設立準備委員会が発足する。
7月31日 - 参加球団より選手を選抜した「BCリーグオールスター」を編成、NPBイースタン・リーグ選抜選手の「フューチャーズ」と対戦。リーグとして交流戦に初勝利（○10-2）。
8月7日 - 北信越BCリーグ選抜チームと四国アイランドリーグ選抜チームとの野球独立リーグ同士の交流戦が行われる（●1-16）。
8月20日 - 群馬県の新球団名が「群馬ダイヤモンドペガサス」に決定する。
9月18日 - 2008年シーズンから群馬県、福井県の2球団が加わって6球団に拡大することに伴って、11月からのリーグの名称を「ベースボール・チャレンジ・リーグ」に変更すると発表。
10月16日 - 石川がリーグの初代優勝球団となる。
10月20日 - 石川と四国アイランドリーグ・香川オリーブガイナーズとの間でグランドチャンピオンシップを開催（10月28日まで、石川の1勝3敗で香川が優勝）。
11月1日 - リーグ名を「ベースボール・チャレンジ・リーグ」に変更。
11月14日 - 福井県の新球団名が「福井ミラクルエレファンツ」に決定する。
11月19日 - プロ野球ドラフト会議で石川の内村賢介が東北楽天ゴールデンイーグルスに育成選手として指名され、リーグからの最初のNPB指名選手となる。

### 2008年
4月19日 - 2008年シーズンが開幕。
7月12日 - 新潟が上信越地区で前期優勝。
7月13日 - 富山が北陸地区で前期優勝。
9月23日 - 群馬が上信越地区で後期優勝。
9月26日 - 富山が北陸地区で後期優勝し、前後期を連覇。
10月3日 - 富山が北陸地区勝率2位の石川に勝ち北陸地区優勝、群馬が新潟に2勝して上信越地区優勝。
10月11日 - 富山がリーグチャンピオンシップで群馬を3勝0敗で下し、初のリーグ優勝。
10月17日 - 富山と四国・九州アイランドリーグの香川オリーブガイナーズとの間でグランドチャンピオンシップを開催（10月28日まで、富山の2勝3敗で香川が優勝）。
10月30日 - プロ野球ドラフト会議で、野原祐也が阪神タイガースから、鈴江彬が千葉ロッテマリーンズから、柳川洋平が福岡ソフトバンクホークスからそれぞれ育成選手枠で指名される。

### 2009年
1月1日 - 長井功一（2007年度審判員）と芦原英智（2008年度審判員）がプロ野球審判員としてパシフィック・リーグに入局。BCリーグ審判員経験者のNPB審判員採用はこの2名が初めて。
4月11日 - 2009年シーズンが開幕。
6月21日 - 上信越地区で群馬ダイヤモンドペガサスが前期優勝。
6月30日 - 北陸地区で石川ミリオンスターズが前期優勝。勝率は富山サンダーバーズと同じであったが、その場合は直接対決の優劣で順位を決定するリーグ規定により、石川の優勝となった。
7月12日 - 新潟対信濃後期2回戦（ハードオフ新潟）で、国内独立3リーグ史上最多（当時）となる15,311人の観客動員を記録。
9月19日 - 上信越地区 群馬ダイヤモンドペガサスが後期優勝し、前後期を連覇。
9月21日 - 北陸地区  石川ミリオンスターズが後期優勝し、前後期を連覇。
9月27日 - 群馬が上信越地区勝率2位の新潟に1勝1分で勝利し、上信越地区優勝。
9月28日 - 石川が北陸地区勝率2位の富山に1勝2敗で勝利し、北陸地区優勝。
10月11日 - 群馬がリーグチャンピオンシップに3勝1敗で勝利し、初の年間総合優勝。
10月24日 - 群馬と、四国・九州アイランドリーグ優勝の高知ファイティングドッグスとの間でグランドチャンピオンシップを開催（11月3日まで。群馬の2勝3敗で高知が優勝）。
10月29日 - プロ野球ドラフト会議で、前田祐二がオリックス・バファローズから4位で指名され、引き続いて行われた育成選手枠のドラフトで高田周平が阪神タイガースから、星野真澄が読売ジャイアンツからそれぞれ指名される。支配下登録枠での指名はリーグ史上初めて。

### 2010年
4月1日 - 他の独立リーグ3団体と共同で、独立リーグ連絡協議会（JIBLA）を設立。
4月3日 - 2010年シーズンが開幕。
5月29日 - 群馬の清水貴之が新潟戦でリーグ初となるノーヒットノーランを達成。
6月11日 - 上信越地区で、群馬が信濃戦に勝ち、前期優勝。
6月27日 - 北陸地区で、石川が福井戦を引き分けとし、前期優勝。
7月9日 - 群馬のフランシスコ・カラバイヨがオリックス・バファローズへ移籍。国内の独立リーグからは初のシーズン中移籍となった。
9月25日 - 北陸地区で、福井が信濃戦に勝ち、後期初優勝。
9月28日 - 上信越地区で、群馬が信濃戦に勝って後期優勝し、2年連続となる前後期連覇を達成。
10月2日 - 群馬が上信越地区勝率2位の新潟に1勝0敗で勝利し、上信越地区優勝。
10月4日 - 石川が福井に2勝1敗で勝利し、北陸地区優勝。
10月17日 - 石川がリーグチャンピオンシップに3勝1敗で勝利し、3年ぶりの年間総合優勝。
10月23日 - 石川と、四国・九州アイランドリーグ優勝の香川オリーブガイナーズとの間でグランドチャンピオンシップを開催（10月31日まで。石川の1勝3敗で香川が優勝）。
10月28日 - プロ野球ドラフト会議で、加藤貴大が東北楽天ゴールデンイーグルスから育成選手枠で指名される。

### 2011年
4月15日 - 村山代表の著作『もしあなたがプロ野球を創れと言われたら - 昇進より夢を選んだサラリーマン』がベースボール・マガジン社から刊行される。同著の中で村山代表はリーグ運営会社（ジャパン・ベースボール・マーケティング）・新潟・信濃・石川の4法人が2010年度に単年度黒字を達成したことを明らかにしている。
4月16日 - 2011年シーズンが開幕。当初は、4月9日の予定だったが、地震発生のため、1週間延期した。群馬主催試合は4月29日開幕。
6月21日 - 上信越地区で、群馬が新潟 - 信濃戦の結果を受けて、前期優勝。
6月26日 - 北陸地区で、石川が福井戦に勝ち、前期優勝。
9月25日 - 北陸地区で、福井が石川戦に勝ち、後期優勝。
9月26日 - 上信越地区で、新潟が群馬戦に勝ち、後期優勝。
10月2日 - 新潟が群馬に2勝0敗で勝利し、上信越地区優勝。
10月2日 - 石川が福井に2勝0敗で勝利し、北陸地区優勝。
10月17日 - 石川がリーグチャンピオンシップに3勝1敗で勝利し、2年連続の年間総合優勝。
10月28日 - プロ野球ドラフト会議で、廣神聖哉が阪神タイガースから、清水貴之が福岡ソフトバンクホークスから、雨宮敬と渡辺貴洋が読売ジャイアンツからそれぞれ育成選手枠で指名される。群馬と新潟からの指名により、リーグ開始5年目で各球団が一度以上指名を受けたことになった。
10月29日 - 石川が、四国アイランドリーグplus優勝チームの徳島インディゴソックスと対戦したグランドチャンピオンシップに3勝0敗で勝利し、BCリーグチームから初の独立リーグ日本一となる。
11月24日 - 元日本ハム・阪神の正田樹が東京ヤクルトスワローズへ入団が決定。BCリーグを経てのNPB復帰は初めて。

### 2012年
3月12日
- 2012年シーズンに横浜DeNAベイスターズ（ファーム）と30試合の交流戦（うち18試合はBCリーグ公式戦扱い、10試合は練習試合＝後に1試合を残して中止、2試合はBCリーグ選抜との対戦）を行うことが発表された。
- これに伴い公式戦日程は、上信越地区がホーム38試合（横浜との交流戦4試合）・ビジター34試合、北陸地区がホーム37試合（横浜との交流戦2試合）・ビジター35試合と決まった。

4月21日 - 2012年シーズンが開幕。
6月25日
- 上信越地区で、新潟が福井に勝ち、前期優勝。
- 北陸地区で、石川が福井 - 新潟戦の結果を受けて、前期優勝。

7月8日 - BCL選抜チーム（NPB未経験選手）とNPB経験者・外国人・DeNA2軍選手混成の「ドリーム選抜」チームによる初のオールスターゲームを富山市民球場アルペンスタジアムで開催、ドリーム選抜チームが8対1で勝利。
9月8日 - 上信越地区で、新潟が群馬戦に勝って後期優勝し、前後期連覇を達成。
9月18日 - 北陸地区で、福井が石川 - 群馬戦の結果を受けて、後期優勝。
9月29日 - 新潟が勝率2位の信濃に1勝0敗で勝利し、上信越地区優勝。
10月2日 - 福井が石川に2勝1引き分けで勝利し、北陸地区優勝。
10月13日 - 新潟がリーグチャンピオンシップに3勝で勝利し、初の年間総合優勝。
10月26日 - プロ野球ドラフト会議で、森本将太がオリックス・バファローズから支配下登録枠で、八木健史が福岡ソフトバンクホークスから、原大輝と西川拓喜がオリックス・バファローズからそれぞれ育成選手枠で指名される。
10月27日 - 新潟が、四国アイランドリーグplus優勝チームの香川オリーブガイナーズと対戦したグランドチャンピオンシップに3勝0敗で勝利し、独立リーグ日本一となる。

### 2013年
1月17日 - アメリカ独立リーグ・パシフィック・アソシエーションと「ルートインカップ日米独立リーグ対抗戦」を行うことを発表。
- 「ルートインカップ日米独立リーグ対抗戦」ではイカイカ・マウイとハワイ・スターズの2球団と1試合ずつホームゲームで行われる。
- 信濃と石川は「アメリカ合衆国ラウンド」を行い、アメリカで2球団と合計6試合が行われる。

3月29日 - 富山がWBCイタリア代表のルカ・パネラッティ投手の入団を発表。
4月1日 - 福井がオリックス・バファローズから山崎正貴と稲倉大輝の派遣を発表。BCリーグからNPBの選手が派遣されるのは初めてである。
4月5日 - 石川が昨季西武でプレーしたクリス・カーターら2選手の入団を発表。
4月8日 - 富山がメジャーなどで活躍した大家友和の入団を発表。
4月13日 - 2013年シーズンが開幕。
5月7日 - BCリーグが公式facebookを始める。
5月9日 - 信濃が埼玉西武ライオンズ (ファーム)と交流戦を行い、1-4で信濃が敗れる。
5月27日 - 新潟がWBCオーストラリア代表などで活躍したミッチェル・ジョン・デニングの入団を発表。
5月29日（現地時間28日） - ルートインカップ日米独立リーグ対抗戦アメリカラウンドが開幕。信濃はハワイと対戦し、5-3で勝利。石川はマウイと対戦し、2-9で敗れる。
6月3日（現地時間2日） - ルートインカップ日米独立リーグ対抗戦アメリカラウンドが閉幕。
6月16日 - 新潟が4期連続となる上信越地区前期優勝。
6月30日 - 石川が2期ぶりとなる北陸地区前期優勝。
9月6日 - 新潟が5期連続となる上信越地区後期優勝。前後期制覇は2年連続。
9月25日 - 福井が4年連続となる北陸地区後期優勝。
9月28日 - 新潟が上信越地区チャンピオンシップで地区年間勝率2位の群馬に1勝0敗で勝利し、2年連続となる地区年間優勝達成。
10月1日 - 石川が北陸地区チャンピオンシップで福井に2勝1敗1分で勝利し、2年ぶりとなる地区年間優勝達成。
10月13日 - 石川がリーグチャンピオンシップで新潟を3勝0敗で破り、2年ぶりとなる年間総合優勝を達成。
10月24日 - プロ野球ドラフト会議で、柴田健斗がオリックス・バファローズから7位で指名される。支配下登録枠での指名は2年連続。
10月27日 - 石川が四国アイランドリーグplus優勝の徳島と対戦したグランドチャンピオンシップに3勝1敗で勝利し、2年ぶりに独立リーグ日本一となる。BCリーグ勢としては3連覇を達成。
12月24日 - 埼玉県を本拠とする「MUSASHI HEAT BEARS」（2015年加入）の設立準備に入ったことを発表。

### 2014年
2月25日 - 命名権をルートイングループが取得したことによりリーグ名称を「ルートインBCリーグ」に変更。
6月24日 - BCリーグに加盟を希望していた、埼玉県民球団「武蔵ヒートベアーズ」と福島県民球団「福島ホープス」の2球団の加盟が承認され、2015年からは、8球団でリーグ戦を戦う事になった。
6月27日 - 群馬が3年（6期）ぶりとなる上信越地区前期優勝。
6月30日 - 富山が6年（11期）ぶりとなる北陸地区前期優勝。
7月29日 - 2015年より、リーグ構成が8球団になるのに伴い、2015年シーズン以降、現行の3チームごとの2地区制から、4チームごとの2地区制に変更されることが発表された。「信濃、福井、石川、富山」と「群馬、新潟、埼玉、福島」の4球団ずつ2地区に分れてリーグ戦が行われる。
9月1日 - 独立リーグ連絡協議会に代わる合同組織として、一般社団法人日本独立リーグ野球機構を四国アイランドリーグplusとともに設立、リーグ代表の村山哲二が副会長に就任した。
9月7日 - 新潟が4年連続となる上信越地区後期優勝。
9月11日 - 石川が2期ぶりとなる北陸地区後期優勝。
9月13日 - 石川県立野球場で開催された石川対福井戦に15,877人が入場し、独立リーグの最多動員記録を更新した。この試合には石川の木田優夫と親交のあるタレントの明石家さんまがゲストとして来場していた。
9月24日 - 群馬が上信越地区チャンピオンシップで新潟に3勝2敗1分で勝利し、5年ぶりとなる地区年間優勝達成。石川は北陸地区チャンピオンシップで富山に2勝2敗1分となったがリーグ規定（シーズン対戦成績が優位）により、2年連続で地区年間優勝達成。
9月30日 - 群馬がリーグチャンピオンシップで石川を3勝2敗で破り、5年ぶりとなる年間総合優勝を達成。
10月4日 - 群馬と、四国アイランドリーグplusの徳島インディゴソックスとの間でグランドチャンピオンシップを開催（10月13日まで。群馬の1勝3敗1分で徳島が優勝）。
10月23日 - プロ野球ドラフト会議で、中村恵吾が福岡ソフトバンクホークスから育成8位で指名される。
10月24日 - 来シーズンから加入する福島と武蔵に対する分配ドラフトを実施し、福島は7人、武蔵は6人の選手を指名した。
11月28日 - リーグドラフトが行われた。

### 2015年
2月26日 - 富山サンダーバーズが北陸コカ・コーラボトリング子会社のGRNと命名権の契約を行い、球団名が「富山GRNサンダーバーズ」となる。
6月14日 - 新潟が東地区前期優勝。半期優勝は2期連続。
6月28日 - 福井が西地区前期優勝。半期優勝は3期ぶりで、前期は初。
9月13日 - 福島が東地区、富山が西地区でそれぞれ後期優勝。福島は初、富山は3期ぶりの半期優勝。
9月20日 - 新潟が東地区チャンピオンシップで福島に2勝1敗で勝利し、地区年間優勝達成。
9月21日 - 福井が西地区チャンピオンシップで富山に2勝1敗で勝利し、地区年間優勝達成。
9月25日 - 新潟がリーグチャンピオンシップで福井を3勝0敗で破り、3年ぶりとなる年間総合優勝を達成。
10月3日 - 新潟と四国アイランドリーグplus優勝チームの愛媛マンダリンパイレーツとの間でグランドチャンピオンシップを開催（10月12日まで。新潟の2勝3敗で愛媛が優勝）。
10月22日 - プロ野球ドラフト会議で小林大誠・田島洸成・大竹秀義・矢島陽平・長谷川潤が読売ジャイアンツから、三ツ間卓也が中日ドラゴンズから、それぞれ育成選手枠で指名される。

### 2016年
3月23日 - 2017年度からのリーグ戦参加を前提とした「栃木県民球団」「滋賀県民球団」の準加盟を承認。
6月18日 - 群馬が東地区で2年（4期）ぶりとなる前期優勝。
6月19日 - 石川が西地区で2年（3期）ぶりとなる前期優勝。
6月28日 - 3月に準加盟していた栃木県と滋賀県の球団につき、2017年シーズンからの加盟を正式に決定。滋賀県の球団については、球団名が「滋賀ユナイテッドベースボールクラブ」となることも合わせて発表された。
8月1日 - 2017年度よりリーグ戦に参加する栃木球団の名称が「栃木ゴールデンブレーブス」に決まったことが発表される。
9月4日 - 石川が西地区で後期優勝し、2009年以来の前後期制覇を達成（後期優勝は2年ぶり）。
9月9日 - 群馬が東地区で後期優勝し、2010年以来の前後期制覇を達成（後期優勝は6年ぶり）。地区制導入後、両地区がともに前後期同一チームの優勝となるのは2009年以来（前回も群馬と石川）。
9月18日 - 群馬が地区チャンピオンシップで福島を1勝0敗で下し、東地区年間優勝。
9月20日 - 石川が地区チャンピオンシップに勝利し、西地区年間優勝。福井との地区チャンピオンシップは福井の2勝0敗で第3戦を残していたが、雨天中止となり、予備日をすべて消化していたことから、「年間勝率2位チームの優勝条件は3勝0敗の場合のみ」というリーグ規定に基づき、石川の優勝となった。
9月25日 - 群馬がリーグチャンピオンシップで石川を3勝1敗で破り、2年ぶりとなる年間総合優勝を達成。
10月10日 - 群馬が愛媛とのグランドチャンピオンシップに3勝2敗で勝利し、初優勝。BCリーグ勢としては3年ぶりの優勝となる。
10月20日 - プロ野球ドラフト会議で大村孟が東京ヤクルトスワローズから、安江嘉純が千葉ロッテマリーンズから、笠井崇正が横浜DeNAベイスターズから、髙井俊が読売ジャイアンツから、坂本一将がオリックス・バファローズから、それぞれ育成選手枠で指名される。
10月21日 - 2017年度から新規参入する栃木と滋賀に対する既存球団からの分配ドラフトが実施され、栃木は5人、滋賀は1人をそれぞれ指名した。
12月13日 - 茨城県を本拠とする「茨城県民球団」の準加盟と設立準備室開設を発表。
12月16日 - 2017年度の地区区分・名称が発表され、栃木がFUTURE-Eastに、滋賀がADVANCE-Westに所属することが決定。

### 2017年
4月8日 - 2017年シーズンが開幕。
6月12日 - 2019年以降の参入を予定している茨城県の球団名が「茨城アストロプラネッツ」に決定。
6月13日 - 群馬が3期連続となる東地区前期優勝。
6月17日 - 富山が3期ぶりとなる西地区前期優勝。
9月1日 - 群馬が東地区後期優勝。2年連続での前後期連覇で、半期は4期連続優勝となる。
9月2日 - 信濃が、創設以来初の半期優勝となる、西地区後期優勝を達成。
9月18日 - 地区チャンピオンシップで東地区は群馬が福島を1勝0敗で、また西地区は信濃が富山を2勝0敗で下し、それぞれ地区年間優勝。
10月2日 - 信濃がリーグチャンピオンシップで群馬を3勝2敗で破り、初の年間総合優勝を達成。
10月7日 - 信濃と、四国アイランドリーグplusの徳島インディゴソックスとの間でグランドチャンピオンシップを開催（10月18日まで。信濃の2勝3敗で徳島が優勝）。
10月26日 - プロ野球ドラフト会議で寺田光輝と山本祐大が横浜DeNAベイスターズから、寺岡寬治が東北楽天ゴールデンイーグルスから、沼田拓巳が東京ヤクルトスワローズから、それぞれ支配下登録枠で、また渡邉雄大が福岡ソフトバンクホークスから、和田康士朗が千葉ロッテマリーンズからそれぞれ育成選手枠で指名される。

### 2018年
2月16日 - 前年富山に在籍したフランシスコ・ペゲロが千葉ロッテマリーンズに入団（ロッテでの名称表記は「フランシスコ・ペゲーロ」）。
4月7日 - 2018年シーズンが開幕。
4月24日 - 静岡県浜松市に事務所を置く「静岡県民球団」の準加盟承認を発表。
5月10日 - 富山のデュアンテ・ヒース（元広島東洋カープ）が埼玉西武ライオンズに入団。
6月21日 - 西地区で福井が3年ぶりとなる前期優勝。
6月22日 - 東地区で群馬が5期連続となる前期優勝。
7月24日 - 茨城アストロプラネッツの本加盟を承認したと発表。
7月31日 - シンガーソングライターの大原ゆい子が公式アンバサダーとして就任したと発表。
8月28日 - 本加盟審査をおこなった静岡県民球団につき、設立・運営体制が不十分という理由で加盟は見送り、2019年シーズンは茨城を加えた11球団でリーグ戦を開催すると発表。
9月2日 - 富山が3期ぶりとなる西地区後期優勝。
9月6日 - 群馬が6期連続となる東地区後期優勝。
9月10日 - 韓国プロ野球KBOリーグのドラフト会議で、韓善泰（ハン・ソンテ）がLGツインズから指名される。
9月15日 - 群馬が3年連続となる東地区優勝。
9月17日 - 福井が3年ぶりとなる西地区優勝。
10月1日
- 群馬がリーグチャンピオンシップで福井を3勝1敗で破り、2年ぶり4度目のリーグ優勝。
- 武蔵がチーム名を「埼玉武蔵ヒートベアーズ」に改称することを発表。

10月25日 - プロ野球ドラフト会議で、湯浅京己が阪神タイガースから、知野直人から横浜DeNAベイスターズからそれぞれ支配下登録枠で、また片山雄哉が阪神タイガースから、海老原一佳が北海道日本ハムファイターズから、内山太嗣と松本友が東京ヤクルトスワローズからそれぞれ育成選手枠で指名される。
10月30日 - 茨城の加入に伴う分配ドラフトを実施し、地元枠で3人、分配枠で2人が指名される。
11月21日 - 福島が経営母体およびチーム名の「福島レッドホープス」への変更を発表。
11月28日 -「神奈川県民球団」の準加盟を承認したと発表。

### 2019年
1月15日
- 2019年シーズンは前年と同じ東西2地区で運営することを発表し、新加入の茨城は東地区に所属。
- 滋賀が命名権パートナー契約により、球団愛称を「オセアン滋賀ユナイテッドBC」とすることを発表。

4月6日 - 2019年シーズンが開幕。
6月18日 - 群馬が7期連続となる東地区前期優勝を達成。
6月20日 - 信濃が初の西地区前期優勝を達成（半期優勝としては2017年後期以来）。
6月27日 - リーグ理事会で準加盟の神奈川球団の正式加盟を認め、「神奈川フューチャードリームス」の名称で2020年シーズンよりリーグ戦に参加することを決定。
8月31日 - 信濃が2年ぶりとなる西地区後期優勝を達成し、初の前後期連覇。
9月5日 - 栃木が初となる東地区後期優勝。
9月14日 - 信濃が2年ぶりとなる西地区優勝。
9月15日 - 栃木が初の東地区優勝。
9月29日 - 栃木が初の年間総合優勝を達成。
10月11日 - 福井が「2020年シーズンに向けたBCリーグへの加盟更新を行わない」と発表した。また、会社の清算手続に入ることも発表している。
10月5日 - 栃木と、四国アイランドリーグplusの徳島インディゴソックスとの間でグランドチャンピオンシップを開催（10月15日まで。栃木の2勝3敗で徳島が優勝）。
10月17日 - プロ野球ドラフト会議で、松岡洸希が埼玉西武ライオンズから支配下登録枠で、また加藤壮太が読売ジャイアンツから、樋口龍之介と長谷川凌汰が北海道日本ハムファイターズから、松山真之がオリックス・バファローズからそれぞれ育成選手枠で指名される。
10月22日 - 神奈川球団発足に伴う分配ドラフト会議が開催され、8球団（信濃・福井・滋賀以外）から13人の指名または移籍が決まる。
10月30日 - 福井球団につき、野球YouTubeチャンネル「トクサンTV」が新たに運営会社を設立して2020年シーズンも加盟することが発表される。
11月1日 - 12球団となる2020年の体制を発表し、新潟が西地区に移動する形で東西2地区制を維持。
12月12日 - 福井の新しい球団名が「福井ワイルドラプターズ」に決まったことが発表される。

### 2020年
1月24日 - 滋賀の運営企業名が「オセアン滋賀」となったことに伴い、球団名を「オセアン滋賀ブラックス」に変更したと発表。
3月10日 - 新型コロナウイルス感染拡大の影響で3月14日〜4月10日のキャンプ期間、オープン戦や練習試合、練習への一般客の入場を禁止することを発表。また、一部オープン戦も中止になった。
3月25日 - 新型コロナウイルスの感染拡大の影響で、4月11日に予定されていた開幕を4月18日以降とすることを発表。
4月2日 - 開幕を「5月中旬以降」に再延期するとともに、4月3日 - 17日はすべての対外試合を禁止した。
4月30日 - 開幕を「6月中旬以降」に再々延期。
6月5日 - 6月20日に公式戦を開幕することを発表する。今シーズンについては1シーズン制を採用し、移動距離を抑制するため近隣の球団による6グループ・3地区制で実施することも併せて発表。
6月20日 - 2020年シーズンが開幕。
7月25日 - 滋賀のチーム関係者1名が新型コロナウイルス感染症に感染していたことを公表し、23日に富山が滋賀と対戦していたことから安全を考慮し、26日の富山対石川の試合の中止をあわせて発表した。
10月17日 - 福井が西地区優勝。
10月18日 - 神奈川が東地区、信濃が中地区でそれぞれ優勝。またリーグチャンピオンシップのワイルドカードが富山に決定する。
10月21日 - 神奈川と信濃がリーグチャンピオンシップ決勝に進出。
10月26日 - プロ野球ドラフト会議で、石田駿が東北楽天ゴールデンイーグルスから、小沼健太が千葉ロッテマリーンズから、赤羽由紘と松井聖が東京ヤクルトスワローズから、古長拓がオリックス・バファローズから、それぞれ育成選手枠で指名される。
10月27日 - 神奈川がリーグチャンピオンシップに勝利し、新規参入球団で初となる初年度の優勝を達成。
12月24日 - 2021年シーズンの開幕日・地区割りを発表し、地区割りについては2020年と同じ東中西の3地区制とすることを明らかにした。

### 2021年
3月1日 - 2021年シーズン公式戦より、日本独立リーグ野球機構が採用した統一球（一光スポーツ社製）を使用することが発表された。統一球は、同機構に所属する四国アイランドリーグplus、九州アジアリーグおよび琉球ブルーオーシャンズの各公式戦においても使用される。
3月23日 - 東地区4球団の主催による「BCL東地区オールスターゲーム2021」が、8月14日に栃木県総合運動公園野球場で開催されることが発表された。初めてのBCリーグ同士での対戦によるオールスターゲームとなる。
4月3日 - 2021年シーズンが開幕。
5月11日 - 群馬の関係者1名が発熱したため、同日予定されていた群馬対信濃戦を中止。当該関係者はPCR検査で陰性の結果が出たため、翌日より群馬は活動を再開することになった。
6月4日 - この日までに神奈川の関係者からPCR検査で陽性反応者が3人確認されたため、5日と6日に予定されていた群馬対神奈川戦を中止。翌日、さらに追加で8人の陽性反応者が確認され、6月8日から19日までの間に神奈川が出場する予定だった7試合を追加で中止とした。
8月12日 - この日までに福島および埼玉でチーム関係者に新型コロナウイルス感染症陽性反応が確認されたため、福島は8月25日までに予定されていた8試合（ホーム4・ビジター4）、埼玉は2試合が中止となる（1試合は規定により引き分け扱い、その他は別途振替試合を実施予定）。
8月14日 - 福島のチーム関係者に実施したPCR検査で複数の新型コロナウイルス感染症陽性反応者が確認されたため、チームの活動休止を8月28日まで延長し、福島の対戦する2試合が追加で中止となる。
8月15日
- 予定されていた「BCL東地区オールスターゲーム2021」が雨天により中止（延期）。
- 埼玉が8月17日から19日まで対戦予定だった3試合につき、「新型コロナウイルス感染症対策により、関係各位との協議の結果、チーム関係者及びファンの皆様の安全を最大限に考慮」して中止（別途振替）と決定。

8月19日 - 栃木のチーム関係者1名に新型コロナウイルス感染症のPCR検査陽性反応が確認されたため、20日と21日に予定されていた読売ジャイアンツ三軍との交流戦中止を発表。
8月20日 - 神奈川のチーム関係者1名に新型コロナウイルス感染症のPCR検査陽性反応が確認されたため、8月23日まで神奈川球団は活動を休止、23日までに予定されていた4試合を中止（うち2試合は引き分け扱い、残りは振替実施）と発表。
8月29日 - 新型コロナウイルス感染症予防のため、8月31日以降に予定されていた他地区（東・中）交流戦の開催を、中止済試合の振替分も含めて打ち切ると発表。
9月1日 - 2022年シーズンの参加球団について、現在中・東地区に所属する8球団での開催を予定していると発表した。また、現在西地区に所属する4球団については新たなリーグの設立・運営を予定しており、詳細を9月16日に発表するとした。西地区4球団も同日、来年度からのリーグ離脱と新リーグ結成を発表した。
9月3日 - 振替期間内の開催が困難となったため、中止試合10試合の振替を実施しないことを発表。
9月8日 - 振替を実施しない試合をさらに3試合追加。
9月9日 - 当日予定されていた2試合を含め、振替を実施しない中止試合を13試合追加。埼玉の東地区初優勝が決定。
9月11日 - 滋賀の西地区初優勝が決定。
9月12日 - 延期となっていた東地区オールスター戦が小山運動公園野球場で開催され、「南関東シティボーイズ」が「北関東ヤンキース」に10対1で勝利した。
9月15日
- 群馬の中地区優勝が決定。この結果、12日にプレーオフ進出を決めていた信濃がワイルドカードとなる。
- 西地区4球団で発足予定の新リーグが公式サイトをオープン（「NOL」という名称）。

9月16日 - 西地区4チームが来年度から発足させる新リーグの設立記者会見がおこなわれ、リーグ名称が「日本海オセアンリーグ」となることが発表された。
10月4日 - 群馬が3年ぶり5回目のリーグ総合優勝。
10月11日 - NPBドラフト会議で、岩田幸宏・山中尭之・園部佳太・速水将大・髙田竜星・速水隆成・大橋武尊がそれぞれ育成選手枠で指名される。
11月11日 - 2022年シーズンは北地区（旧中地区に相当）と南地区（旧東地区に相当）の2地区で運営することを発表。

### 2022年
4月9日 - 2022年シーズンが開幕。
8月29日
- 九州アジアリーグ・北海道フロンティアリーグとの合同チーム（日本独立リーグ野球機構選抜）により、今年のみやざきフェニックス・リーグに参加することが発表される。
- 北地区で信濃、南地区で茨城の地区優勝がそれぞれ決定

9月4日 - 日程確保が困難なため、振替を実施しない中止カード（全7試合）を発表。
9月23日 - リーグチャンピオンシップで信濃が対戦成績を3勝0敗として、5年ぶりのリーグ年間優勝を達成。
9月30日 - この日から信濃がグランドチャンピオンシップ（本年よりトーナメント制で、藤崎台県営野球場で開催）に参加し、準決勝には勝利したが、決勝に敗退して準優勝となる（10月1日まで）。
10月20日 - NPBドラフト会議で、西濱勇星、樋口正修、渡辺明貴、山本晃大がそれぞれ育成選手枠で指名される。

### 2023年
2月1日 - 四国アイランドリーグplusと両リーグ共通の審判アドバイザーとして、元NPB審判部長の井野修および元NPB審判部スーパーバイザーの谷博が就任することを発表。
4月8日 - 2023年シーズンが開幕。
5月10日 - 「新型コロナウイルス感染症対応ガイドライン」を廃止。
6月28日 - 「山梨県民球団」の準加盟を承認したと発表。
8月13日 - 信濃の北地区優勝が決定。
8月31日
- 埼玉の南地区優勝が決定。
- 選手登録3シーズンかつ345日を超える選手に対して、シーズン終了後の申請によってどの球団とも入団交渉が可能となる「自由交渉可能制度」の導入を発表。
- 準加盟の山梨球団について、2024年度の加盟を見送ったと報じられる。

9月26日 - リーグチャンピオンシップで埼玉が対戦成績を3勝1敗1分として初のリーグ年間優勝を達成。
9月29日 - 日本野球機構（NPB）は新潟が2024年シーズンからイースタン・リーグに参加する球団に内定したと発表（詳細は後述）。
9月30日 - この日から埼玉がグランドチャンピオンシップ（坊っちゃんスタジアム）に参加、準決勝には勝ったが、決勝で敗退して準優勝となる（10月1日まで）。
10月26日 - NPBドラフト会議で、伊藤琉偉と土生翔太が支配下枠で、日渡騰輝・大泉周也・尾田剛樹・芦田丈飛・金子功児・奥村光一が育成選手枠で、それぞれ指名を受ける。
11月22日 - この日、新潟のNPBファーム加入が正式決定したことに伴い、同球団のリーグ加盟資格が12月末で終了すると発表。
11月29日 - 新潟の離脱による2024年度シーズンの運営方針を発表し、正会員7チームにより1ブロック制（地区分けなし）で公式戦を行うと発表した。引き続き山梨については準加盟扱いとする。なお同じく準加盟扱いの静岡チームについては引き続き活動休止中である。
12月25日 - 準加盟の山梨球団の球団名が山梨ファイアーウィンズに決定したことが発表される。

### 2024年
3月29日 - 4月1日付で運営会社のジャパン・ベースボール・マーケティング社長兼リーグ代表だった村山哲二がジャパン・ベースボール・マーケティングの会長職に移り、後任の社長兼リーグ代表に現在の取締役事務局長の上野馨太が就任することを発表。
4月6日 - 2024年シーズンが開幕。
7月4日 - 6月24日に行われたリーグ代表者会議にて準加盟の山梨ファイアーウィンズの本加盟が承認され、2025年シーズンからリーグ戦に参入することが発表される。
8月31日 - 神奈川が4年ぶり2度目のリーグ優勝。
9月15日 - グランドチャンピオンシップ出場チームを決めるリーグプレーオフに信濃が優勝。
9月29日 - グランドチャンピオンシップ決勝で信濃が栃木（開催県枠からの勝ち上がり）を破って初優勝を達成。
10月24日 - NPBドラフト会議で、町田隼乙と陽柏翔が支配下枠で、清水武蔵・大友宗・田島光祐が育成枠で、それぞれ指名を受ける。
10月29日 - 山梨の正式加盟に伴う、既存チーム所属者を対象とした分配ドラフトが実施されたが、「地元枠移籍」「分配ドラフト」のいずれにも指名者はなかった。
12月2日 - 千葉県民球団（千葉スカイセイラーズ）の準加盟を承認したことを発表。
12月10日 - 2年ぶりに8球団となる2025年のリーグ体制を発表し、地区制が復活して東西2地区（「BC-East」「BC-West」）となる。

### 2025年
4月5日 - 2025年シーズンが開幕。

## リーグ構成球団
2025年シーズン。
- 球団名の背景が黄色の球団はリーグ発足時（2007年）に参加（その年は地区割りなし）
- 「2020年-2023年」の箇所は2022年に地区割を変えずに地区名を変更。
- 2024年は地区なしで運営（山梨は未加盟）。

| 地区             | 本拠地   | 球団名                       | 旧地区 (2008-2014) | 旧地区 (2015-2019) | 旧地区 （2020-2023） | 監督     | リーグ 優勝 | 地区 優勝 | 半期 優勝 | チームカラー |
| ---------------- | -------- | ---------------------------- | ------------------ | ------------------ | -------------------- | -------- | ----------- | --------- | --------- | ------------ |
| 東地区 (BC-East) | 福島県   | 福島レッドホープス           | （未加盟）         | 東                 | 中→北                | 沖泰司   | 0           | 1         | 1         |              |
| 東地区 (BC-East) | 茨城県   | 茨城アストロプラネッツ       | （未加盟）         | 東(2019-)          | 東→南                | 巽真悟   | 0           | 1         | 0         |              |
| 東地区 (BC-East) | 栃木県   | 栃木ゴールデンブレーブス     | （未加盟）         | 東(2017-)          | 東→南                | 山下徳人 | 1           | 1         | 1         |              |
| 東地区 (BC-East) | 群馬県   | 群馬ダイヤモンドペガサス     | 上信越             | 東                 | 中→北                | 高橋雅裕 | 5           | 8         | 14        |              |
| 西地区 (BC-West) | 埼玉県   | 埼玉武蔵ヒートベアーズ       | （未加盟）         | 東                 | 東→南                | 清田育宏 | 1           | 2         | 0         |              |
| 西地区 (BC-West) | 神奈川県 | 神奈川フューチャードリームス | （未加盟）         | （未加盟）         | 東→南                | 武藤孝司 | 2           | 1         | -         |              |
| 西地区 (BC-West) | 山梨県   | 山梨ファイアーウィンズ       | （未加盟）         | （未加盟）         | （未加盟）           | 五島裕二 | -           | -         | -         |              |
| 西地区 (BC-West) | 長野県   | 信濃グランセローズ           | 上信越             | 西                 | 中→北                | 柳沢裕一 | 2           | 5         | 3         |              |

| 本拠地 | 球団名                 | 旧地区 (2008-2014) | 旧地区 (2015-2019) | 旧地区 (2020-2023) | 監督 （最終） | リーグ 優勝 | 地区 優勝 | 半期 優勝 | チームカラー |
| ------ | ---------------------- | ------------------ | ------------------ | ------------------ | ------------- | ----------- | --------- | --------- | ------------ |
| 新潟県 | 新潟アルビレックスBC   | 上信越             | 東                 | 中→北              | 橋上秀樹      | 2           | 4         | 8         |              |
| 富山県 | 富山GRNサンダーバーズ  | 北陸               | 西                 | 西（2021年まで）   | 吉岡雄二      | 1           | 1         | 6         |              |
| 石川県 | 石川ミリオンスターズ   | 北陸               | 西                 | 西（2021年まで）   | 田口竜二      | 4           | 6         | 9         |              |
| 福井県 | 福井ワイルドラプターズ | 北陸               | 西                 | 西（2021年まで）   | 福沢卓宏      | 0           | 4         | 6         |              |
| 滋賀県 | オセアン滋賀ブラックス | （未加盟）         | 西(2017-)          | 西（2021年まで）   | 柳川洋平      | 0           | 1         | 0         |              |

2020年シーズンは、新型コロナウイルス感染症拡大による日程変更および、移動抑制のため、下記の地区及びグループを基準に公式戦を実施。
東地区
- グループA：茨城・栃木
- グループB：埼玉・神奈川

中地区
- グループC：福島・新潟
- グループD：群馬・信濃

西地区
- グループE：富山・石川
- グループF：福井・滋賀

## 運営

### 試合運営及び日程編成
発足当時、公式戦は原則として毎週金曜・土曜・日曜に開催することになっていた。また、平日はナイトゲームで休日はデーゲームを原則とした。2011年度まではこの原則がほぼ守られていたが、NPB2軍との交流戦を組み込んだ2012年には、当初日程においても主に水曜日に試合が組み込まれた。交流戦がハワイの独立リーグ2チームとの2試合のみとなった2013年は金土日開催をメインとする過去のスタイルに戻ったものの、NPB2軍との交流戦を再開した2014年度以降は再びそれ以外の曜日を当初日程で設定するようになっている。また、当初日程において平日デーゲームを組み込むケースは初年から見られたものの、2013年までは散発的にしか実施されなかった（2008年は盆の時期に2試合、2009年は5月9日に1試合、2012年は5月30日に1試合、2013年は5月24日と6月7日の各1試合、2010年と2011年はなし）。2014年以降は実施回数が増加している。2018年は信濃・石川を除く8球団で当初日程において平日のデーゲームが組まれた。2024年はシーズン途中の7月17日に、同月19日以降のデーゲームについては、熱中症対策として一部を15時以降開始のナイターに切り替えたり、試合開始1時間前の計測で気温が31度を超えている場合は時間制限（2時間45分を経過した時点で、次のイニングで終了）といった緊急措置を導入すると発表した。2025年は試合開始1時間前の暑さ指数が31度を超える場合、7イニング制で運営する（17時以降開始の試合には非適用）。
雨天中止などが生じた場合の振替戦は、初年度は木曜日の実施が最多であった（24試合中11試合）が、以後は一定していない（たとえば2008年度は振替26試合中最多は月曜と木曜の10試合ずつ、2009年は振替25試合中最多は火曜日の9試合（ただしうち2試合は祝日）である）。
ダブルヘッダーは2014年以前に群馬の主催ゲームで2011年（2回）、2013年、2014年の合計4回実施された。2015年から3年間は途絶えたが、2018年9月11日に武蔵が雨天順延試合の代替として、相手の異なる（新潟と群馬）変則ダブルヘッダーを実施した。2020年は新型コロナウイルスの感染拡大に伴う日程変更の影響で従来より大幅に増え、福島・埼玉・神奈川・新潟・富山・石川・福井・滋賀の8球団の主催試合で16回のダブルヘッダーが実施されている。2021年5月27日、同年6月以降に実施されるダブルヘッダーについては、球場及び日程確保の観点から、7イニング制（2時間15分経過時点で次のイニングを最終とする時間制限付き）で実施することを発表した。2022年は7月27日に、前年同様7イニング制のダブルヘッダーを8月以降実施すると発表した。7イニング制ダブルヘッダーでは後述するタイブレークは適用されない。
2013年以前は公式戦以外に、不定期で日本野球機構（NPB）所属球団（ファーム）との交流戦を開催することがあった（後述）。2012年には横浜DeNAベイスターズ (ファーム)との交流戦、2013年にはハワイの独立リーグとの交流戦をそれぞれ公式戦日程の一部として勝敗・個人成績の対象とした。2014年以降はNPBファーム（複数球団）との交流戦をやはり公式戦日程の一部として勝敗・個人成績の対象としている。2018年は、公式戦日程に含まれないNPBファームとの交流戦が再度実施された（後述）。2020年は交流戦が全面的に中止となり、2021年はリーグの公式戦日程外のみでの実施となる。2022年から2024年までは公式戦日程の一部に戻った。2025年は再び別枠での開催となる。
指名打者制度を採用している。予告先発は2010年までは実施していなかったが、2011年より採用した。
延長戦の扱いは以下のような変遷をたどっている。
- 2007年 - 2008年：実施せず（9回終了時点で同点の場合は引き分け）
- 2009年：3時間20分を経過した場合は新たなイニングを行わない条件で延長戦を実施（イニング制限なし）
- 2010年：11回まで延長戦を実施
  - 試合時間が3時間20分を経過した場合は新たなイニングを行わず、当該イニングの裏が終了した時点で判断し、制限時間を超えて同点の場合はイニング終了時点で引き分け
- 2011年：2007年 - 2008年と同じ（東日本大震災の影響で延長戦取りやめ）
- 2012年 - 2019年：2010年と同じ
- 2020年：実施せず（試合時間自体にも制限が設けられた、後述）
- 2021年：2007年 - 2008年と同じ（延長戦実施せず）[152]。
- 2022年：実施せず。ただし北地区のみ9回終了時に同点の場合、1イニングのタイブレークを実施[153]
- 2023年以降：1イニングのタイブレークを実施[154][155][156]。ただしタイブレークのシチュエーションは2022年の北地区が3種類から選択できたのに対し[153]、ノーアウト2塁に固定されている[154][155][156]。

2022年に北地区チーム同士の対戦に限り「7回10点差以上、もしくは8回8点差以上」を目安とした「得点差コールド制」が導入され、2023年度からはリーグ全体で適用するようになった。2025年は7イニング制適用試合の場合、「5回もしくは6回で10点差以上」で適用され、5回もしくは6回裏攻撃中に後攻チームが10点差以上を付けた場合はその時点で試合を終了させる。
NPBファームとの交流戦に限っては、以前は試合が中止となった場合に引き分け扱いとする特別規定があった。交流戦が復活した2022年は中止の場合は振替戦が実施されなかった。2023年以降は開幕前から交流戦（2025年のカップ戦を含む）は中止試合の振替を実施しないことが明記されている。
順位は引き分けを除いたベースでの勝率で決定する。シーズン終了時点で上位2チームが同じ勝率の場合、リーグ発足当初は1試合のプレーオフを行い、優勝チームを決定するとしていた。しかし、一度も適用事例がないまま、(1)当該カードの当期の対戦成績 (2)当期の得失点差 (3)当期の総得点数の順に優位なチームを優勝とする形に変更された。2009年前期の北陸地区で初めてこの事例が発生し、同勝率で並んだ石川と富山について、直接対戦成績の優位な石川が優勝となった。2018年前期西地区でも福井（優勝）と信濃が本規定の適用を受けている。

#### 各シーズンの運営方法
2007年シーズン
- リーグ初年度は新潟・信濃・富山・石川の4球団が参加した。
- 公式戦は4月下旬〜10月中旬に1チームあたり72試合（ホーム・ビジター各36試合）を行った。1期制で、シーズン1位のチームをリーグ優勝とした。

2008年シーズン
- 新たに群馬・福井の2球団が加わり、6球団が参加。これにより運営方法も変更された。
- 公式戦の試合数は前年同様1チームあたり72試合だが、地区制と2期制を導入し、カードの編成方法も大幅に変更された。まずリーグを3球団ずつ「北陸地区」（福井・石川・富山）と「上信越地区」（新潟・信濃・群馬）の2地区に分割し、さらにシーズンも前期と後期に分け、それぞれ優勝を決することとした。各チームは年間で同一地区および他地区のチームと各36試合ずつを実施する（期ごとの試合数はチームにより、16-20試合の異なる組み合わせとなる）。
- そして公式戦全日程終了後に「プレーオフシリーズ」を開催した。
  - まず地区ごとに前後期の優勝チーム同士が対戦する「地区チャンピオンシップ」（3試合原則2勝制）を開催し、年間優勝チームを決定する。前後期の優勝チームが同じ場合は年間勝率2位のチームと対戦するが、その場合、2位チームは3戦全勝が地区優勝の条件（事実上の1位チームに対するアドバンテージ。1位チームは1勝すればアドバンテージ1勝分を含めた2勝扱いでそのまま地区優勝確定）となる。
  - その後「BCリーグチャンピオンシップ」（5試合制）を開催し、両地区の年間優勝チーム同士でリーグの優勝チームを決定する。
  - プレーオフシリーズの試合は、9回を終了して同点の場合は無制限の延長戦を行う。天候等により続行不能の場合は引き分け。地区CSは3試合、リーグCSは5試合を終了して対戦成績が同一（1勝1敗1分など）の場合は、予備日を使用して1試合を行い優勝球団を決定する。天候等によりシリーズの全日程が消化できなかった場合は開催を打ち切り、その時点での対戦成績で優勝球団を決定する。仮に対戦成績が同一だったり、天候等によりシリーズが1試合も開催できなかった場合は(1)年間勝率、(2)対戦カードの公式戦の年間対戦成績、(3)対戦カードの公式戦における得失点差、の順に優位な球団を優勝とする。

2009年 - 2010年
- 基本は2008年度と同じであるが、同一地区と他地区の試合数の配分が変更され、1期あたり同一地区のチームと24試合（ホーム・ビジター各12試合）、他地区のチームと12試合（同各4試合）となる。

2011年シーズン
- 東日本大震災発生のため、延長戦はなし。また、ナイター照明の減灯が可能な開催球場は減灯ナイターを実施し、被災者支援の募金活動もおこなった。

2012年シーズン
- 横浜DeNAベイスターズ (ファーム)との交流戦を上信越地区は4試合（前後期各2試合）、北陸地区は前期に2試合を組み込み、成績や順位に反映させる形となる[161]。同一地区と他地区の試合数配分が再び変更され、同一地区のチームとは上信越地区が前後期各16試合、北陸地区が前期16試合・後期18試合、他地区のチームと前後期各18試合となった。

2013年シーズン
- ハワイの独立リーグ2チームとの交流戦を後期に公式戦日程として各チーム2試合実施。これに伴いリーグ内チームとの試合数配分も見直しとなり、同一地区とは前期24試合・後期22試合、他地区のチームとは前後期各12試合となった。

2014年シーズン
- NPB2軍（相手は巨人・オリックス・広島から1球団または2球団）との交流戦2試合を前期日程の一部として実施し、これに伴い同一地区との試合数は前期22試合・後期24試合、他地区とは前後期各12試合となる[162]。また、地区チャンピオンシップが従来の全3戦制2勝から全5戦制3勝に変更となり、前後期を同一チームが制して年間勝率2位チームと対戦する場合の勝ち上がり条件は前後期制覇チームの2勝、年間勝率2位チームの4勝となった[162]。

2015年シーズン
- 球団数の増加に伴い、地区配分を東（福島・武蔵・群馬・新潟）と西（信濃・富山・石川・福井）に再編の上、同一地区と他地区の試合数が変更となる。1期あたり同一地区のチームと27試合（ホームの試合数は期により14試合と13試合に分かれる）、他地区のチームと8試合（ホーム・ビジター各2試合）、これらに加えてNPB2軍との交流戦を年間2試合または3試合（前期は全チーム2試合、後期は東地区のみ1試合）を実施する。地区チャンピオンシップは再び全3戦制2勝（同一チームが前後期制覇した場合は1勝、対戦相手の通期勝率2位チームは3勝）に戻された[160]。

2016年シーズン
- 巨人3軍との交流戦を、シーズン中各チーム6試合（ホーム4・ビジター2）、それ以外のNPBファーム（3軍を含む）との試合を各チーム2試合（すべてホーム）実施する[163][164]。これに伴い、リーグ内同一地区チームとの試合数は1期あたり23 - 25試合（西地区は全チームが前後期各24試合。東地区は前後期各24試合のチームと前期25試合・後期23試合のチームに分かれる）となり、各期とも1チームあたり合計36試合を実施する（他地区のチームとの試合数は前年と変更なし）[163][164]。巨人3軍との試合数配分（前期・後期および各期中のホーム・ビジター）はチームによって異なり、他のNPBファームとの試合数配分（前期・後期）も同様である[164][注釈 1]。

2017年シーズン
- 栃木・滋賀の参加で東西各5チームとなったことにより、以下のように変更された。巨人3軍との交流戦を各チーム5試合（ホーム3・ビジター2）、東地区のみ楽天3軍との交流戦を各チーム4試合（ホーム・ビジター各2）実施し、リーグ内他地区のチームとは1期あたり5試合（カードごとにどちらかの期でホーム1試合）をおこなう[165]。これに伴いリーグ内同一地区チームとの試合数は以下のようになる[165]。
  - 東地区：1期あたり25-27試合（前後とも26試合のチームと前期25・後期27のチームに分かれる）
  - 西地区：1期あたり27-29試合（前後とも28試合のチームと前期27・後期29のチーム、前期26・後期30のチームに分かれる）

これらを総合して、各チームとも前期35試合・後期36試合を実施する。
2018年シーズン
- NPB3軍との交流戦は相手が巨人のみとなり、全球団がホームゲームで、前後期のいずれかにまとめて3試合実施する形となった。他地区との試合は前後期のいずれかで各カード1試合（ホーム・ビジターはカードによって異なる）、各球団で年間に5試合を実施し、「半期に最低1度は他の全球団と対戦する」という、2シーズン制導入以来のスタイルが崩れた。同一地区内は東地区が年間62試合、西地区は年間60試合を実施する（各期の試合数は東が28-34試合、西が28-32試合で、チーム・期によって異なる）。これらを総合して、東地区は各期35試合、西地区は各期34試合ずつを実施する[140]。

2019年シーズン
- 前年同様2地区制で実施される（東が6チーム、西が5チーム）[41]。各チーム年間70試合を実施し、内訳は東地区は前期34・後期36、西地区は前期36・後期34となる[166]。巨人3軍との交流戦は西地区が前期、東地区が後期に各チーム2試合ずつをホームで実施する[166]。同一地区内では各期に東地区は31または32試合、西地区は30-32試合をおこない、前後期通算では1チームあたり東地区は63試合、西地区は62試合実施する。他の地区との試合は各カード1試合を前後期のいずれかに実施し、前後期通算で東地区は1チームあたり5試合、西地区は6試合となる[166]。

2020年シーズン（当初予定）
- 東西各6チームとなったが、試合数は年間70試合で前年と変更がなく、巨人3軍との交流戦を年間に各チーム2試合ずつ実施する点も同じだった[167]。ただし、巨人3軍との交流戦の実施時期が前年とは逆（東地区が前期、西地区が後期）で、この関係で前後期の試合数は東地区が前期36・後期34、西地区が前期34・後期36となっていた[167]。同一地区内の試合数は東西とも、交流戦のある期が26（1カードのみ6試合）、ない期が30で、前後期通算では56試合を実施する[167]。他地区との試合はカードごとにホーム・ビジター各1試合を前後期に3チームずつ分けて対戦する形（同じ期にホームとビジターを揃えて実施するのはうち2チーム）で、前後期通算では各チーム年間12試合を実施する[167]。なお、新型コロナウイルスの感染拡大によっては日程が変更となる可能性があることが告知されており[167]、開幕は二度にわたって延期となった。

2020年シーズン（変更後）
- 新型コロナウイルス感染症拡大に伴う開幕延期後、6月5日に改めて日程と運営方式が発表された[64]。それによると、シーズンは各チーム60試合で、リーグを近隣県の3地区（東・中・西）・6グループに分け、このグループ内で主に公式戦を実施する[64]。公式戦は1シーズン制となり、各グループの成績上位6チームで地区チャンピオンシップを実施し、その勝者にワイルドカードチームを加えた4チームでリーグチャンピオンシップを開催する[64]。巨人3軍との交流戦は実施しない[64]。試合自体についても、7回以降は2時間45分を超えて新しいイニングには入らず、延長戦はおこなわない[64]。一部の試合では7イニング制も導入するとしており、ダブルヘッダーは原則7イニング制で、5回成立後2時間15分を超える場合は新しいイニングに入らない[64]。また後攻チームが勝っている場合には、後攻チームの攻撃中に制限時間を超えた時点でそのときの打者の打撃完了で試合終了とする[64]。

観客を球場に入れるかどうかについては、6月19日の時点で富山のみが有観客開催、福島、新潟、滋賀が無観客、他の8球団は「調整中」としていた（6月中は富山以外はすべて無観客）。7月6日の時点では、茨城と信濃が7月10日、栃木が7月11日、福井が7月12日、石川が7月16日、新潟が7月18日、滋賀が7月23日、福島が7月25日以降の主催試合を有観客で実施するとした（残る埼玉・神奈川・群馬は調整中）。その後、群馬は7月11日から、埼玉は7月20日から（球場限定）、それぞれ有観客試合の開催を決定し、7月17日時点では神奈川のみが調整中となった。最後となった神奈川は8月10日から有観客試合を開始したが、その後も数試合の無観客試合を実施している。
- 最終的に、各チームの試合数は同一グループチームと40試合、同地区他グループ2チームと各10試合（いずれもホーム・ビジターで折半）となった。ただし、雨天による中止試合のうち、東地区グループBは埼玉主催の1試合（対神奈川）、西地区グループFは滋賀主催の2試合（いずれも対福井）の代替試合を実施せず[174][175]、これらの試合に関するチームは規定よりも少ない試合数（埼玉・神奈川は59試合、滋賀・福井は58試合）でシーズンを終えた。
- 地区チャンピオンシップは1試合制で、リーグチャンピオンシップのワイルドカードは地区チャンピオンシップ敗退チームから(1)地区CSの得失点差 (2)地区CSの得点率 (3)リーグ戦の勝率 (4)リーグ戦の得失点差 (5)リーグ戦の得点率の順で最上位のチームを決定する[176]。リーグチャンピオンシップはトーナメント制で、準決勝のカードは地区CS得失点差1位チーム対ワイルドカード、地区CS得失点差2位チーム対3位チームとなる[176]。

2021年シーズン
- 前年と同じく東中西の3地区制とすることが2020年12月24日に発表された[67]。2021年2月26日には、前年同様1シーズン制とすること、東地区と中地区は1チームあたり年間70試合、西地区は同72試合を実施することが発表された[177]。他地区チームとの試合については、東地区と中地区は各チーム4試合（ホーム・ビジター各2）を実施するのに対して、西地区では実施しない[178]。巨人3軍との交流戦は公式記録に含めない「準公式戦」として、東地区各チーム4試合・中地区各チーム2試合（いずれもBCリーグ球団ホーム）が実施される[179]。
- プレーオフは2ラウンド制で行われる。準決勝ラウンドは3試合制で行われ、先に2勝したチームが決勝ラウンドに進出する。出場チームは各地区優勝チームの3球団とワイルドカード進出チーム1球団の計4球団であり、ワイルドカードは各地区2位チームの中で最も勝率の高いチームを進出チームとする。決勝ラウンドは5試合制であり、先に3勝したチームを優勝とする。プレーオフは9回終了時同点の場合は延長戦が最大15回まで行われる。また、準決勝ラウンド3試合および決勝ラウンド5試合で決着がつかない場合、追加で1試合を行うものとする[152]。

2022年シーズン
- 西地区4球団が離脱したことに伴い、旧中地区の球団を「North Division（北地区）」、旧東地区の球団を「South Division（南地区）」とする[101]。前年に続き1シーズン制を採用し、3月4日の発表では試合は各チーム62試合を開催し、同一地区のチームとはホーム・ビジター各9試合、他地区のチームとはホーム・ビジター各1試合を実施するとされていた[180]。NPBファームとの交流戦は設定されていなかった。しかし、3月16日になって巨人3軍および西武2軍との交流戦を北地区は3試合（巨人2・西武1）、南地区は5試合（巨人4・西武1）を公式戦の一環として実施する形に変更され（すべてリーグ側のホームゲーム）、北地区は各チーム65試合、南地区は67試合を実施することになった[181]。
- プレーオフは、地区優勝と2チームの間で2戦先勝制の地区チャンピオンシップ（優勝チームに1勝のアドバンテージで全試合ホーム）を実施後、各地区の勝者同士でBCLチャンピオンシップを3戦先勝制で実施する[182]。地区チャンピオンシップの延長戦は北地区が最長11回+タイブレーク1回、南地区が時間制限なしの最長15回となる[182]。BCLチャンピオンシップの延長戦は時間制限なしの延長15回である[182]。また開催球場は第2戦までが北地区、第3戦以降が南地区チームのホームとなる[182]。

2023年シーズン
- 2022年と同じく南北2地区制（構成球団もおなじ）で開催することを2022年11月1日に発表した[183]。2023年3月13日に発表された公式戦ルールでは、リーグ内各チーム29試合（同一地区のチームとはホーム・ビジター各7試合、他地区チームとは各1試合）のほかに、北地区は巨人3軍（3試合）・西武とソフトバンクの2軍（各1試合）、南地区は巨人3軍（5試合）と西武・ソフトバンク・DeNAの2軍（各1試合）の交流戦（すべてホーム）を実施し、北地区は合計63試合、南地区は合計66試合を通期シーズンでおこなう[184]。
- プレーオフの試合数は前年と変更がないが、延長戦規定は地区チャンピオンシップが1イニング限定のタイブレーク、BCLチャンピオンシップは決着が付くまでのタイブレークに変更された[185]。

2024年シーズン
- 新潟が離脱する2024年度については11月22日の時点で「別途発表する」としていた[13]。11月29日に、1地区7チーム制でリーグ戦を実施すると発表した[122]。1地区での運営は初年度以来となる。3月1日に発表された公式戦日程では各チームはリーグ戦48試合を実施する形となった[186]。これに加えて3月11日にNPBファームとの交流戦が発表され、こちらは公式戦として各チーム5試合（巨人3軍3試合、西武2軍2試合、いずれもBCリーグ球団ホーム）を実施し、合計53試合が公式戦となる[187]。NPBファームについては、西武2軍との間で各チーム2試合の練習試合（ビジター）、また旧南地区4球団については巨人3軍との間で「準公式戦」2試合（ホーム）も併せて実施する[187]。さらに3月19日にソフトバンク3軍と各チーム3試合ずつの交流戦（BCリーグ球団ホーム）を実施することが発表され[158]、各チーム56試合となった[188]。
- リーグ優勝は公式戦の勝率によるとされ（同勝率の場合は(1)当該カードの対戦成績 (2)当該カードの得失点差 (3)総得失点差 (4)総得点数 (5)抽選、の順で優位なチーム）[155]、初年度以来の「ポストシーズンゲームなしでの優勝決定」となる。ただしグランドチャンピオンシップ出場チームはプレーオフを開催して決定する[155]。プレーオフは上位4チームまでが対象で、ファーストラウンドは優勝チームと4位チームのAブロック（2勝で勝ち抜け、ただし優勝チームは1勝のアドバンテージ）と2位チームと3位チームのBブロック（3戦2勝制、アドバンテージなし）で実施し、両ブロックとも公式戦上位球団ホームで開催する[189]。両ブロックの勝者が対戦するファイナルラウンドは3戦2勝制で、Aブロックチームのホームで開催する[189]。延長戦はタイブレーク制で、ファーストラウンドでは1イニング、ファイナルラウンドは12回までおこなう[189]。

2025年シーズン
- 山梨が加入して2年ぶりに8チームとなり、2地区制が復活した（区分は東西）[134]。
- 公式戦は通期制で実施される[190]。試合数は年間58試合で、内訳は同一地区と42試合、他地区と16試合（いずれもホーム・ビジター半々）である[190]。地区優勝は公式戦の勝率により決定し、公式戦終了後にBCリーグチャンピオンシップを実施してリーグ優勝チームを決定する[156]。
- NPBファームとの交流戦は4年ぶりに公式戦からは切り離される形となり、別枠の「ルートインBCリーグNPBチャレンジカップ」として開催され、カップ戦としての優勝チームを決定する[191]。対戦相手別の試合数は、各チーム巨人三軍と3試合、西武三軍と2試合、ソフトバンク三軍と2試合の合計7試合である[191]。

### 開催球場
発足当初は各チームとも特定の本拠地球場は設けず、所属各県内の主要野球場を巡回してホームゲームを行うとしていた。県庁所在地の野球場や球団の拠点に近い自治体での開催が多かった。しかし、2014年から群馬が高崎市城南野球場を本拠地と定め、2015年に加入した武蔵も熊谷運動公園野球場を本拠地とするなど、現在では本拠地を定めることを容認している。隣接府県の球場では、群馬が2009年から2011年まで埼玉県本庄市の本庄総合公園市民球場で毎年1試合を開催した事例、滋賀が2019年に京都市の京都市西京極総合運動公園野球場（わかさスタジアム京都）で3試合を実施した事例がある。特殊な遠隔地開催としては、2017年8月に茨城の設立記念として新潟が茨城県のひたちなか市民球場で公式戦1試合、2019年に武蔵が宮城県南三陸町の平成の森しおかぜ球場で1試合、2022年には埼玉（旧武蔵）が、千葉県の浦安市運動公園野球場で1試合（G.G.佐藤の引退試合として実施）を、それぞれ開催した。
ポストシーズンゲーム（地区チャンピオンシップ・リーグチャンピオンシップ・グランドチャンピオンシップ）でも球場を分散併用する傾向があり、2019年度までに単一年度に複数のホームゲームを実施した29例（7球団）のうち、全試合を同じ球場で開催したのは12例（石川・福井・群馬・栃木の4球団。うち7例は石川）にとどまる（グランドチャンピオンシップに限ると12例中9例）。地区チャンピオンシップからグランドチャンピオンシップまでをすべて同じ球場で実施したことがあるのは石川・群馬・栃木である（福井はリーグチャンピオンシップで敗退）。2018年のリーグチャンピオンシップ（群馬対福井）は、全試合を群馬側の球場である前橋市民球場で実施し、試合によって先攻後攻を入れ替えるという変則的な開催方式となった。これは福井県で開催される第73回国民体育大会と日程が重なり、福井県内で使用可能な球場を確保できなかったためと報じられている。

### 入場者数・経営実績
リーグ初年度の2007年は、観客動員の目標値を1試合あたり有料入場者2000人、招待客3000人の合計5000人に設定し、入場料はシーズンパスを含め平均単価600円を目安に設定。リーグ・各球団とも株主・スポンサーなどの協力企業や後援会組織などからの収入も含めた黒字運営を目標とした。
2007年の実績
だが、シーズン終了後の10月19日に公表された観客動員実績は、当初の目標値を大幅に下回るものであった。数値こそ四国アイランドリーグ初年度の約1.7倍という数字だったものの当初の目標値には遠く及ばず、集客策が大きな課題となった。なおチーム別の動員数は、シーズン最下位に終わった新潟が4球団中トップ。対して最も少なかったのはリーグ優勝した石川で、チーム成績とは正反対の結果となった。
収益面においても、開設初年度ということもあって初期投資コストが多額で、またリーグのオフィシャルスポンサーの数が目標に達せず、分配金が当初の予定より減額された事などからリーグ・各球団とも厳しい決算となり、リーグ5法人の総経常損失額は約1億7400万円にも及んだ。そんな中でも石川と信濃は球団スポンサーや株主を数多く確保し、また県内メディアと業務提携を締結するなど収支安定化に努めた結果、他2球団よりも赤字を大幅に圧縮できた。
| 2007年                          | リーグ運営会社  | 新潟           | 信濃           | 富山           | 石川           |
| ------------------------------- | --------------- | -------------- | -------------- | -------------- | -------------- |
| 観客動員数 （1試合平均） 〔人〕 | 257,721 (1,790) | 77,080 (2,141) | 68,659 (1,907) | 72,175 (2,005) | 39,807 (1,106) |
| 売 上 〔百万円〕                | 91              | 173            | 125            | 113            | 141            |
| 経常利益 〔百万円〕             | ▲49             | ▲41            | ▲10            | ▲57            | ▲15            |
| 当期利益 〔百万円〕             | ▲50             | ▲41            | ▲11            | ▲57            | ▲15            |

2008年の実績
リーグ2年目となった2008年の観客動員実績が10月31日に公表された。それによると1試合の平均観客動員数は1,318人で、前年比で25%減少した。リーグの村山代表は、目新しさで初年度に集まった観客を十分リピーターにできなかったことや、無料券の配布を減らしたことなどを原因に挙げる一方「有償率は上昇しており、地域に根付いている手応えを感じた」としている。チーム別の動員数は新加入の群馬が6球団中トップ。最少は前年に続いて石川で、1試合平均では1000人を割り込んだ。
また2009年7月1日にはリーグ・各球団の収支報告が発表された。リーグ7法人の総経常損失額は約1億3700万円と、前年よりも若干圧縮された。既存4球団はコストの圧縮に努めるなどした結果、収支の改善に成功。新規加入2球団のうち群馬は大口スポンサーを確保するなどし、経常損失額は設立初年度ながら既存球団並みであった。しかし、一方の福井は運営環境を充足できるだけのスポンサーを確保できず、前期・後期とも最下位に終わるなどチーム成績も低迷して観客動員数も伸び悩み、2009年5月末時点で約5300万円の累積赤字を計上した。このため、福井の運営会社「スポーツコミュニティ福井」は7月2日の臨時株主総会で旧経営陣を刷新。取締役6名のうち5名が福井新聞社の関係者となり（もう1名はBCリーグ代表の村山哲二）、同社から全面支援を受けることになった（詳細は福井ミラクルエレファンツ#経営問題を参照）。
| 2008年                          | リーグ運営会社  | 群馬           | 新潟           | 信濃           | 富山           | 石川         | 福井           |
| ------------------------------- | --------------- | -------------- | -------------- | -------------- | -------------- | ------------ | -------------- |
| 観客動員数 （1試合平均） 〔人〕 | 284,670 (1,318) | 58,946 (1,637) | 49,711 (1,381) | 51,743 (1,437) | 49,715 (1,381) | 33,520 (931) | 41,035 (1,140) |
| 売 上 〔百万円〕                | 145             | 168            | 158            | 157            | 153            | 146          | 134            |
| 経常利益 〔百万円〕             | ▲41             | ▲14            | ▲14            | ▲7             | ▲25            | 0            | ▲35            |
| 当期利益 〔百万円〕             | ▲41             | ▲14            | ▲14            | ▲7             | ▲25            | 0            | ▲35            |

2009年の実績
リーグ3年目の2009年は、新潟が7月12日の対信濃2回戦（ハードオフ新潟）で国内独立3リーグ史上最多となる15,311人の観客を集めるなど動員数を大幅に伸ばしたが、リーグ全体では開幕前の目標であった「前年比500人増」には届かず、前年比で動員数を増やしたのは新潟と石川の2球団のみで、他4球団はいずれも減少した。その要因としては、天候不順で週末に予定していた試合を平日ナイター開催に振り替えた事、球団毎に無料招待券の配布数を削減したり、配布そのものを取りやめた事などが挙げられている。また経営面でも前年秋のリーマン・ショック以来の不況の影響を受け、リーグ・各球団とも大幅な減収となることが見込まれているが、様々な経費削減策を講じている事から、リーグ7法人の総経常損失額は1億円前後となる見通しである。村山代表は2010年12月のインタビュー記事「社会を変えよう ソーシャルベンチャーの挑戦」（リソウル株式会社が運営するビジネスを通じた社会貢献、ソーシャルベンチャー、NPOを紹介するサイト）の中でリーグ運営会社が「2009年度は1900万円の黒字」と明らかにしている。ただし累積は前年度までで1億1400万円であり、債務超過を脱した状態としている。
| 2009年                          | リーグ運営会社  | 群馬           | 新潟           | 信濃           | 富山           | 石川           | 福井           |
| ------------------------------- | --------------- | -------------- | -------------- | -------------- | -------------- | -------------- | -------------- |
| 観客動員数 （1試合平均） 〔人〕 | 289,974 (1,295) | 45,853 (1,092) | 78,968 (2,194) | 40,033 (1,144) | 45,173 (1,291) | 42,242 (1,030) | 37,705 (1,077) |
| 売 上 〔百万円〕                | －              | －             | －             | －             | －             | －             | －             |
| 経常利益 〔百万円〕             | －              | －             | －             | －             | －             | －             | －             |
| 当期利益 〔百万円〕             | －              | －             | －             | －             | －             | －             | －             |

2019年10月11日に福井は（2009年に設立された）球団運営会社が黒字化の見通しが立たないことを理由に会社清算手続に入ると発表した。リーグ側は球団を存続させるため、新たな運営母体を探す方針と報じられ、10月30日に新運営会社を設立して加盟を維持することが発表された。

### 編成
指導者として元プロ野球選手を中心に、各チーム監督1名とコーチ（選手兼任も含む）2名が常任している。
2015年現在、各チームの選手登録人数は上限27名である。登録外に練習生を保有することが認められている。

## 選手

### 契約および待遇
リーグは毎年オフとなる11月にトライアウトを実施し、そこで選んだ選手をリーグのドラフト会議にかけて獲得する。2018年は、四国アイランドリーグplusと合同でトライアウトおよびドラフト会議を実施した。ドラフトにおいては、出身地・出身校・帰省先が該当球団の所在県の選手に対する「地元枠」（1チームにつき2人まで）を設定している。これ以外に個別に契約を結んで入団するケースもある。
選手への給与は、3月から10月までの8か月間を対象に、月10 - 40万円が支給（個別決定、シーズン中の変動あり。最終月はプレーオフ出場のみ日割り支給）される。選手はそれぞれ個人事業主として扱われ、国民健康保険ならびに国民年金に各自加入することとなる。この報酬は四国アイランドリーグplusとほぼ同水準である。
登録選手が負傷治療等の理由で練習生に変更となるケースがある。
リーグ代表の村山哲二は、2016年11月30日に開催されたリーグ10周年式典において、2018年のシーズンから選手に26歳という年齢制限を設けるとともに、各球団で5人までの「オーバーエージ枠」を設ける構想を明らかにし、実際に導入された。2020年シーズンは、27歳以上の選手に対するファンの支持や、若手への目標、プレーレベルの高さなどを考慮して、保有枠が1チームあたり6人に増やされた。しかし、同年シーズン終了後の11月6日、翌2021年シーズンは「オーバーエイジ枠」を撤廃するとともに、選手と練習生の2種類だった契約を選手については報酬や就業の可否によって「A契約」「B契約」に細分化することを発表した。前者については新型コロナウイルス感染拡大により出場機会が奪われた選手への救済と高年齢の選手の意義（ファンからの支持や若手選手への影響）を考慮したことが理由として挙げられている。2021年3月に発表された当年度の開催要領では、年齢制限等の規定は存置された上で、但し書きとして2021年度はこれらの条項を適用しないという記載になっている。「A契約」はキャンプ時から最低10万円の報酬を払う代わりに就業不可（各チーム9人以上）で、「B契約」は報酬0も可能とする一方で就業を認める（各チーム18人以下）ものである。これに伴い、2020年11月のドラフト会議では、「地元枠」指名はA契約のみとなり、通常指名ではA契約の1巡目のみ入札・抽選方式（他はウェーバー方式）となる。2021年3月時点の報道では、無報酬のB契約選手を持つのは福井のみだった。福井をはじめとする西地区球団が脱退したのち、2022年11月、来シーズンに向けたトライアウト合格者発表の際に、「オーバーエイジ枠」を復活させる（保有者数は停止前と同じ1チーム6人まで）ことが明らかにされた。
シーズンオフとなる11月から2月までの4か月間には、球団からの給与は支給されない。BCリーグでは雇用支援策として「キャリアサポート制度」を設け、提携する人材派遣会社がオフ期間の就業先を選手に紹介し、選手は派遣された各地域の企業で働き収入を得る。主な派遣先は旅館、スキー場、食品加工業、酒造業など。また球団のスポンサー企業で就業するケースもある。このキャリアサポート制度は所属選手の生活基盤の安定に加え、退団・引退後のセカンドキャリアを身に着けてもらうという目的も兼ねている。この制度を利用せず、郷里に帰ってアルバイト等で収入を得ながらトレーニングを続ける者もいる。
2023年8月31日、リーグでの選手登録が3年かつ345日を超える選手について、シーズン（グランドチャンピオンシップ）終了後にリーグに申請をおこなうことで、オフに全球団と入団交渉を可能とする「自由交渉可能制度」を導入したと発表した。FAに類似した制度は日本の独立リーグでは初となる。しかし、初年度に申請した選手はいなかった。2024年オフに初めて申請者1名が公示された。

### 外国人選手
外国人選手については、前記のトライアウトに参加するケースのほか、アメリカ合衆国でウィンターリーグ（トライアウト）を実施している。それ以外に個別契約での入団もある。
2010年7月には群馬に所属していたフランシスコ・カラバイヨがオリックス・バファローズに入団した。これは日本の独立リーグ在籍の外国人選手として初めてのNPB入団となった。
ライターの阿佐智は2020年12月にYahoo!ニュースに寄稿した文章で、過去のアイランドリーグ・BCリーグ在籍外国人選手の例から、独立リーグ在籍の外国人選手はNPBへの入団を目指すケースが多く見られるが実際に入団できた例はきわめて少ないと指摘している。

### 表彰
主な投打の部門成績最上位者、ベストナインおよびMVP（2008年から2019年までは前期・後期・シーズンの3種類、また2020年以降は地区別）の表彰制度がある。
また、ノーヒットノーランやサイクル安打の達成者はリーグのニュースリリースで告知されている。
ノーヒットノーラン達成者
ノーヒットノーラン#ベースボール・チャレンジ・リーグを参照。
サイクル安打達成者
- 小西翔（新潟） - 2007年8月18日
- 大松陽平（群馬） - 2012年4月22日
- 八木健史（栃木） - 2018年8月14日
- 船﨑星矢（信濃） - 2018年8月22日
- ラファエル・ポロ（群馬） - 2019年6月8日
- 片山朋哉（滋賀） - 2021年5月28日
- 小池智也（新潟） - 2022年7月2日
- 馬場愛己（信濃） - 2024年8月15日
- 佐藤優悟（福島） - 2025年5月9日

## ホームゲーム開催地
- 2024年度。
- 球団と球場の省略名は、通称・公式略称・雅称。

福島
- 郡山総合運動場開成山野球場（ヨーク開成山スタジアム）
- 福島県営あづま球場
- 須賀川市牡丹台野球場
- いわせグリーン球場
- 白河グリーンスタジアム
- しらさわグリーンパーク野球場
- 楢葉町総合運動場野球場（SOSO．Rならはスタジアム）
- みちのく鹿島球場
- いいたてスポーツ公園いいたて球場
- さゆり公園野球場（福島ホープス西会津球場）
- びわのかげ総合運動公園野球場（南会津球場）
- 鶴沼球場

茨城
- 水戸市民球場（ノーブルホームスタジアム水戸）
- 土浦市営球場（J:COMスタジアム土浦）
- 笠間市総合公園市民球場
- 牛久運動公園野球場
- 龍ケ崎市野球場たつのこスタジアム（TOKIWAスタジアム龍ケ崎）
- 古河市民球場（ヨシダスタジアム）
- 高萩市民球場（はぎまろ球場）
- 美浦村光と風の丘公園野球場
- さくら運動公園野球場
- 大宮運動公園市民球場

栃木
- 栃木県総合運動公園野球場（エイジェックスタジアム）
- 栃木市総合運動公園野球場（とちぎ木の花スタジアム）
- 小山運動公園野球場
- 宇都宮清原球場
- 佐野市運動公園野球場（エイジェック佐野野球場）
- 足利市総合運動場硬式野球場（ジェットブラックフラワーズスタジアム）
- 矢板運動公園野球場（システム興産スタジアム）
- 鹿沼運動公園野球場（ヤオハンいちごパーク野球場）
- くろいそ運動場野球場（石川スポーツグラウンドくろいそ野球場）

埼玉
- 熊谷さくら運動公園野球場
- 上谷総合公園野球場（フラワースタジアム）
- 埼玉県営大宮公園野球場
- 上尾市民球場（UDトラック上尾スタジアム）
- さいたま市営大宮球場（レジデンシャルスタジアム大宮）
- 所沢航空記念公園野球場
- 幸手総合公園ひばりヶ丘球場

神奈川
- 神奈川県立保土ケ谷公園硬式野球場（サーティーフォー保土ケ谷球場）
- 俣野公園野球場
- 相模原市立相模原球場（サーティーフォー相模原球場）
- 平塚球場（バッティングパレス相石スタジアムひらつか）
- 上府中公園小田原球場
- 中井町中央公園野球場
- 横須賀スタジアム

群馬
- 高崎市城南野球場
- 伊勢崎市野球場
- 桐生球場（小倉クラッチ・スタジアム）
- 利南運動公園野球場（クライムスタジアムぬまた）

信濃
- 長野オリンピックスタジアム
- 長野県営野球場
- 中野市営野球場
- 長野県営上田野球場
- 小諸市南城公園野球場
- 諏訪湖スタジアム
- 長野県営飯田野球場（綿半飯田野球場）
- 伊那スタジアム
- 松本市野球場（セキスイハイム松本スタジアム）
- 松本市四賀球場
- 佐久総合運動公園野球場

## 年度別順位
- 2019年度以前は金背景はそのシーズンのリーグ王者、銀背景は地区王者。

| 年度   | 1位  | 2位  | 3位  | 4位  |
| ------ | ---- | ---- | ---- | ---- |
| 2007年 | 石川 | 富山 | 信濃 | 新潟 |

| 上信越地区 | 上信越地区 | 上信越地区 | 上信越地区 | 上信越地区 | 北陸地区 | 北陸地区 | 北陸地区 | 北陸地区 | 北陸地区 |
| 年度       | 年度       | 1位        | 2位        | 3位        | 年度     | 年度     | 1位      | 2位      | 3位      |
| ---------- | ---------- | ---------- | ---------- | ---------- | -------- | -------- | -------- | -------- | -------- |
| 2008年     | 前期       | 新潟       | 群馬       | 信濃       | 2008年   | 前期     | 富山     | 石川     | 福井     |
| 2008年     | 後期       | 群馬       | 新潟       | 信濃       | 2008年   | 後期     | 富山     | 石川     | 福井     |
| 2009年     | 前期       | 群馬       | 新潟       | 信濃       | 2009年   | 前期     | 石川     | 富山     | 福井     |
| 2009年     | 後期       | 群馬       | 新潟       | 信濃       | 2009年   | 後期     | 石川     | 富山     | 福井     |
| 2010年     | 前期       | 群馬       | 信濃       | 新潟       | 2010年   | 前期     | 石川     | 福井     | 富山     |
| 2010年     | 後期       | 群馬       | 新潟       | 信濃       | 2010年   | 後期     | 福井     | 石川     | 富山     |
| 2011年     | 前期       | 群馬       | 信濃       | 新潟       | 2011年   | 前期     | 石川     | 富山     | 福井     |
| 2011年     | 後期       | 新潟       | 信濃       | 群馬       | 2011年   | 後期     | 福井     | 石川     | 富山     |
| 2012年     | 前期       | 新潟       | 信濃       | 群馬       | 2012年   | 前期     | 石川     | 福井     | 富山     |
| 2012年     | 後期       | 新潟       | 信濃       | 群馬       | 2012年   | 後期     | 福井     | 富山     | 石川     |
| 2013年     | 前期       | 新潟       | 群馬       | 信濃       | 2013年   | 前期     | 石川     | 富山     | 福井     |
| 2013年     | 後期       | 新潟       | 信濃       | 群馬       | 2013年   | 後期     | 福井     | 富山     | 石川     |
| 2014年     | 前期       | 群馬       | 新潟       | 信濃       | 2014年   | 前期     | 富山     | 福井     | 石川     |
| 2014年     | 後期       | 新潟       | 信濃       | 群馬       | 2014年   | 後期     | 石川     | 富山     | 福井     |

| FUTURE-East （東地区） | FUTURE-East （東地区） | FUTURE-East （東地区） | FUTURE-East （東地区） | FUTURE-East （東地区） | FUTURE-East （東地区） | FUTURE-East （東地区） | FUTURE-East （東地区） | ADVANCE-West （西地区） | ADVANCE-West （西地区） | ADVANCE-West （西地区） | ADVANCE-West （西地区） | ADVANCE-West （西地区） | ADVANCE-West （西地区） | ADVANCE-West （西地区） |
| 年度                   | 年度                   | 1位                    | 2位                    | 3位                    | 4位                    | 5位                    | 6位                    | 年度                    | 年度                    | 1位                     | 2位                     | 3位                     | 4位                     | 5位                     |
| ---------------------- | ---------------------- | ---------------------- | ---------------------- | ---------------------- | ---------------------- | ---------------------- | ---------------------- | ----------------------- | ----------------------- | ----------------------- | ----------------------- | ----------------------- | ----------------------- | ----------------------- |
| 2015年                 | 前期                   | 新潟                   | 武蔵                   | 群馬                   | 福島                   | -                      | -                      | 2015年                  | 前期                    | 福井                    | 信濃                    | 石川                    | 富山                    | -                       |
| 2015年                 | 後期                   | 福島                   | 新潟                   | 群馬                   | 武蔵                   | -                      | -                      | 2015年                  | 後期                    | 富山                    | 福井                    | 石川                    | 信濃                    | -                       |
| 2016年                 | 前期                   | 群馬                   | 福島                   | 新潟                   | 武蔵                   | -                      | -                      | 2016年                  | 前期                    | 石川                    | 福井                    | 信濃                    | 富山                    | -                       |
| 2016年                 | 後期                   | 群馬                   | 福島                   | 新潟                   | 武蔵                   | -                      | -                      | 2016年                  | 後期                    | 石川                    | 信濃                    | 富山                    | 福井                    | -                       |
| 2017年                 | 前期                   | 群馬                   | 新潟                   | 福島                   | 武蔵                   | 栃木                   | -                      | 2017年                  | 前期                    | 富山                    | 信濃                    | 福井                    | 滋賀                    | 石川                    |
| 2017年                 | 後期                   | 群馬                   | 福島                   | 新潟                   | 栃木                   | 武蔵                   | -                      | 2017年                  | 後期                    | 信濃                    | 富山                    | 福井                    | 石川                    | 滋賀                    |
| 2018年                 | 前期                   | 群馬                   | 福島                   | 新潟                   | 武蔵                   | 栃木                   | -                      | 2018年                  | 前期                    | 福井                    | 信濃                    | 石川                    | 富山                    | 滋賀                    |
| 2018年                 | 後期                   | 群馬                   | 福島                   | 栃木                   | 新潟                   | 武蔵                   | -                      | 2018年                  | 後期                    | 富山                    | 福井                    | 信濃                    | 石川                    | 滋賀                    |
| 2019年                 | 前期                   | 群馬                   | 新潟                   | 栃木                   | 福島                   | 武蔵                   | 茨城                   | 2019年                  | 前期                    | 信濃                    | 富山                    | 石川                    | 滋賀                    | 福井                    |
| 2019年                 | 後期                   | 栃木                   | 新潟                   | 群馬                   | 武蔵                   | 福島                   | 茨城                   | 2019年                  | 後期                    | 信濃                    | 石川                    | 富山                    | 福井                    | 滋賀                    |

- 2020年-2023年は金地は地区優勝、太字はリーグ優勝。2020年および2021年は、銀地はチャンピオンシップワイルドカード。

| 年度   | 地区 | グループ | 1位    | 2位  |
| ------ | ---- | -------- | ------ | ---- |
| 2020年 | 東   | A        | 栃木   | 茨城 |
| 2020年 | 東   | B        | 神奈川 | 埼玉 |
| 2020年 | 中   | C        | 福島   | 新潟 |
| 2020年 | 中   | D        | 信濃   | 群馬 |
| 2020年 | 西   | E        | 富山   | 石川 |
| 2020年 | 西   | F        | 福井   | 滋賀 |

| 年度   | 地区 | 1位  | 2位  | 3位    | 4位    |
| ------ | ---- | ---- | ---- | ------ | ------ |
| 2021年 | 東   | 埼玉 | 栃木 | 神奈川 | 茨城   |
| 2021年 | 中   | 群馬 | 信濃 | 新潟   | 福島   |
| 2021年 | 西   | 滋賀 | 富山 | 石川   | 福井   |
| 2022年 | 北   | 信濃 | 新潟 | 群馬   | 福島   |
| 2022年 | 南   | 茨城 | 栃木 | 埼玉   | 神奈川 |
| 2023年 | 北   | 信濃 | 新潟 | 福島   | 群馬   |
| 2023年 | 南   | 埼玉 | 栃木 | 神奈川 | 茨城   |

- 2024年は金地はリーグ優勝、銀地はプレーオフ進出、太字はプレーオフ優勝によるグランドチャンピオンシップ出場[注釈 3]。

| 年度   | 1位    | 2位  | 3位  | 4位  | 5位  | 6位  | 7位  |
| ------ | ------ | ---- | ---- | ---- | ---- | ---- | ---- |
| 2024年 | 神奈川 | 信濃 | 群馬 | 茨城 | 埼玉 | 福島 | 栃木 |

## 通算成績
2022年シーズン終了時点
色つき背景は2022年現在の所属クラブ。
太字は優勝実績（リーグ戦については半期優勝以上）のあるクラブ。

### リーグ戦
| 順 | クラブ名                                 | 年 | 優 | 二 | 三 | 四 | 五 | 六 | 試   | 勝  | 敗  | 分 | 勝率 |
| -- | ---------------------------------------- | -- | -- | -- | -- | -- | -- | -- | ---- | --- | --- | -- | ---- |
| 1  | 群馬ダイヤモンドペガサス                 | 15 | 15 | 2  | 10 | 0  | 0  | 0  | 1052 | 545 | 410 | 97 | .571 |
| 2  | 石川ミリオンスターズ                     | 15 | 10 | 6  | 8  | 2  | 1  | 0  | 1060 | 494 | 479 | 87 | .508 |
| 3  | 新潟アルビレックス・ベースボール・クラブ | 16 | 8  | 11 | 8  | 1  | 0  | 0  | 1123 | 543 | 490 | 90 | .526 |
| 4  | 富山GRNサンダーバーズ                    | 15 | 7  | 10 | 7  | 3  | 0  | 0  | 1057 | 505 | 481 | 71 | .512 |
| 5  | 福井ワイルドラプターズ                   | 14 | 7  | 6  | 9  | 3  | 1  | 0  | 987  | 430 | 471 | 86 | .477 |
| 6  | 信濃グランセローズ                       | 16 | 5  | 12 | 10 | 1  | 0  | 0  | 1116 | 536 | 482 | 98 | .527 |
| 7  | 福島レッドホープス                       | 8  | 2  | 5  | 1  | 4  | 1  | 0  | 416  | 224 | 270 | 43 | .453 |
| 8  | 栃木ゴールデンブレーブス                 | 6  | 2  | 2  | 2  | 1  | 2  | 0  | 395  | 184 | 174 | 37 | .514 |
| 9  | 神奈川フューチャードリームス             | 3  | 1  | 0  | 1  | 1  | 0  | 0  | 179  | 82  | 77  | 20 | .516 |
| 10 | 埼玉武蔵ヒートベアーズ                   | 8  | 1  | 2  | 2  | 5  | 3  | 0  | 530  | 213 | 271 | 42 | .440 |
| 11 | オセアン滋賀ブラックス                   | 5  | 1  | 1  | 0  | 2  | 4  | 0  | 334  | 100 | 206 | 28 | .327 |
| 12 | 茨城アストロプラネッツ                   | 4  | 1  | 1  | 0  | 1  | 0  | 2  | 261  | 81  | 163 | 17 | .332 |

### ポストシーズン
※敗退クラブを「準優勝」とする呼び方は公式にはなされていないが、試合の勝敗と区別するため、便宜的に使用。

#### 地区チャンピオンシップ
※2021年のプレーオフシリーズ準決勝ラウンドを含む。このラウンドではリーグチャンピオンシップ進出を「優勝」と扱う。
| 順 | クラブ名 | 回 | 優 | 準 | 試 | 勝 | 敗 | 分 | 勝率  |
| -- | -------- | -- | -- | -- | -- | -- | -- | -- | ----- |
| 1  | 群馬     | 11 | 8  | 3  | 23 | 11 | 9  | 3  | .550  |
| 2  | 石川     | 9  | 6  | 3  | 26 | 10 | 12 | 4  | .455  |
| 3  | 福井     | 8  | 4  | 4  | 19 | 10 | 7  | 2  | .588  |
| 4  | 新潟     | 9  | 4  | 5  | 18 | 8  | 9  | 1  | .471  |
| 5  | 信濃     | 6  | 4  | 2  | 9  | 6  | 3  | 0  | .667  |
| 6  | 富山     | 7  | 1  | 6  | 19 | 5  | 12 | 2  | .294  |
| 7  | 栃木     | 3  | 1  | 2  | 5  | 3  | 2  | 0  | .600  |
| 8  | 神奈川   | 1  | 1  | 0  | 1  | 1  | 0  | 0  | 1.000 |
| 8  | 滋賀     | 1  | 1  | 0  | 3  | 1  | 1  | 1  | .500  |
| 8  | 茨城     | 1  | 1  | 0  | 2  | 1  | 1  | 0  | .500  |
| 9  | 福島     | 5  | 0  | 5  | 8  | 2  | 5  | 1  | .286  |
| 10 | 埼玉     | 1  | 0  | 1  | 3  | 1  | 1  | 1  | .500  |

#### リーグチャンピオンシップ
※2020年の準決勝ラウンド敗退チームは「準優勝」に含む。
| 順 | クラブ名 | 回 | 優 | 準 | 試 | 勝 | 敗 | 分 | 勝率  |
| -- | -------- | -- | -- | -- | -- | -- | -- | -- | ----- |
| 1  | 群馬     | 8  | 5  | 3  | 33 | 18 | 15 | 0  | .545  |
| 2  | 石川     | 6  | 3  | 3  | 24 | 13 | 11 | 0  | .542  |
| 3  | 新潟     | 4  | 2  | 2  | 13 | 7  | 6  | 0  | .538  |
| 3  | 信濃     | 4  | 2  | 2  | 14 | 7  | 6  | 1  | .538  |
| 5  | 栃木     | 1  | 1  | 0  | 4  | 3  | 0  | 1  | 1.000 |
| 6  | 富山     | 2  | 1  | 1  | 4  | 3  | 1  | 0  | .750  |
| 7  | 神奈川   | 1  | 1  | 0  | 2  | 2  | 0  | 0  | 1.000 |
| 8  | 福井     | 4  | 0  | 4  | 11 | 1  | 10 | 0  | .091  |
| 9  | 滋賀     | 1  | 0  | 1  | 4  | 1  | 3  | 0  | .250  |
| 10 | 茨城     | 1  | 0  | 1  | 3  | 0  | 3  | 0  | .000  |

## 試合の中継放送
2007年
- NHK長野放送局の総合テレビが、信濃のホームゲームの一部を中継した。
- NHK金沢放送局の総合テレビとMROラジオが、石川のホームゲームの一部を中継した。

2008年
- BS11が、新潟と群馬のホームゲームの一部を中継した（但しJ COMなど一部のケーブルテレビ局では視聴不可）。
- 群馬テレビが、群馬のホームゲームの一部を中継した。
- TeNYが、新潟のホームゲームのうち開幕戦を中継した。
- 長野県のケーブルネットワークが連携し、信濃のホームゲーム全36試合中、17試合を中継した（一部の試合は録画配信）。

2009年
- NHK新潟放送局のラジオ第1放送が、7月12日の新潟対信濃後期2回戦（HARD OFF ECOスタジアム新潟）を、NHK長野ラジオ第1放送と2局ネットで生中継した。この試合は独立リーグで当時最多となる15311人の観客動員を集めた試合でもあった。

## NPBドラフト指名選手
2007年
- 内村賢介（石川） - 東北楽天ゴールデンイーグルス育成1位

初年度で唯一指名され、リーグ初のNPB指名選手となる。のち2008年シーズン中に支配下登録され、一軍出場も果たした。2012年途中に横浜DeNAベイスターズに移籍、2016年退団。
2008年
- 野原祐也（富山） - 阪神タイガース育成1位

2009年7月26日に支配下登録。
- 鈴江彬（信濃） - 千葉ロッテマリーンズ育成2位
- 柳川洋平（福井） - 福岡ソフトバンクホークス育成3位

2011年5月13日に支配下登録。2019年より滋賀のコーチ、2021年より監督。
2009年
- 前田祐二（福井） - オリックス・バファローズ4位

初の支配下登録枠での指名。
- 高田周平（信濃） - 阪神タイガース育成1位

阪神を戦力外後に信濃に復帰、現在は阪神の打撃投手。
- 星野真澄（信濃） - 読売ジャイアンツ育成1位

2010年3月17日に支配下登録。
2010年
- 加藤貴大（富山） - 東北楽天ゴールデンイーグルス育成1位

2011年
- 廣神聖哉（群馬） - 阪神タイガース育成1位
- 清水貴之（群馬） - 福岡ソフトバンクホークス育成4位
- 雨宮敬（新潟） - 読売ジャイアンツ育成5位
- 渡辺貴洋（新潟） - 読売ジャイアンツ育成6位

2012年
- 森本将太（福井） - オリックス・バファローズ5位

3年ぶりの支配下登録枠での指名。
- 八木健史（群馬） - 福岡ソフトバンクホークス育成1位
- 原大輝（信濃） - オリックス・バファローズ育成1位
- 西川拓喜（福井） - オリックス・バファローズ育成2位

2013年7月29日に支配下登録。
2013年
- 柴田健斗（信濃） - オリックス・バファローズ7位

2年連続の支配下登録枠での指名。
2014年
- 中村恵吾（富山） - 福岡ソフトバンクホークス育成8位

2015年
- 小林大誠（武蔵） - 読売ジャイアンツ育成2位
- 三ツ間卓也（武蔵） - 中日ドラゴンズ育成3位

2016年シーズン終了後に支配下登録。
- 田島洸成（武蔵） - 読売ジャイアンツ育成4位
- 大竹秀義（武蔵） - 読売ジャイアンツ育成5位
- 矢島陽平（武蔵） - 読売ジャイアンツ育成7位
- 長谷川潤（石川） - 読売ジャイアンツ育成8位

2016年3月28日に支配下登録。
読売ジャイアンツが武蔵を中心に5人を指名し、過去最多の指名者となった。
2016年
- 大村孟（石川） - 東京ヤクルトスワローズ育成1位

2018年3月20日に支配下登録。
- 安江嘉純（石川） - 千葉ロッテマリーンズ育成1位
- 笠井崇正（信濃） - 横浜DeNAベイスターズ育成1位

2018年1月12日に支配下登録。
- 髙井俊（新潟） - 読売ジャイアンツ育成1位
- 坂本一将（石川） - オリックス・バファローズ育成4位

石川は3人の指名者を輩出した。
2017年
- 寺田光輝（石川） - 横浜DeNAベイスターズ6位
- 寺岡寬治（石川） - 東北楽天ゴールデンイーグルス7位
- 沼田拓巳（石川） - 東京ヤクルトスワローズ8位
- 山本祐大（滋賀） - 横浜DeNAベイスターズ9位
- 和田康士朗（富山） - 千葉ロッテマリーンズ育成1位

2020年6月1日に支配下登録。
- 渡邉雄大（新潟） - 福岡ソフトバンクホークス育成6位

2020年8月31日に支配下登録。
合計6人、支配下枠4人はいずれも過去最多。石川は前年に続いて3人で今回は全員が支配下登録枠での指名となった。独立リーグ球団で一度に3人の支配下枠指名者を輩出したのは過去最多である。
2018年
- 湯浅京己（富山） - 阪神タイガース6位
- 知野直人（新潟） - 横浜DeNAベイスターズ6位
- 片山雄哉（福井） - 阪神タイガース育成1位

2019年7月30日に支配下登録。
- 海老原一佳（富山） - 北海道日本ハムファイターズ育成1位
- 内山太嗣（栃木） - 東京ヤクルトスワローズ育成1位
- 松本友（福井） - 東京ヤクルトスワローズ育成2位

2020年7月8日に支配下登録。
支配下枠は2名となったが、昨年に続いて合計6人が指名を受けた。栃木からは内山が初の指名となり、この時点でリーグで指名者を出していない球団は福島だけとなった。また、海老原は日本ハムでは初の育成指名選手である。
2019年
- 松岡洸希（武蔵） - 埼玉西武ライオンズ3位
- 加藤壮太（武蔵） - 読売ジャイアンツ育成2位
- 樋口龍之介（新潟） - 北海道日本ハムファイターズ育成2位

2020年9月22日に支配下登録。
- 長谷川凌汰（新潟） - 北海道日本ハムファイターズ育成3位

2021年3月16日に支配下登録。
- 松山真之（富山） - オリックス・バファローズ育成8位

支配下枠は1名であったが、松岡の3位指名はリーグでは過去最高順位である。
2020年
- 石田駿（栃木） - 東北楽天ゴールデンイーグルス育成1位
- 小沼健太（茨城） - 千葉ロッテマリーンズ育成2位

2022年3月22日に支配下登録。
- 赤羽由紘（信濃） - 東京ヤクルトスワローズ育成2位

2022年7月29日に支配下登録。
- 松井聖（信濃） - 東京ヤクルトスワローズ育成3位
- 古長拓（福島） - オリックス・バファローズ育成6位

5名が指名を受けたが、4年ぶりに支配下枠での指名がなかった。茨城・福島からは球団創設以来の初指名で、指名者のない球団は2020年参加の神奈川だけとなった。
2021年
- 山中尭之（茨城） - オリックス・バファローズ育成1位
- 岩田幸宏（信濃） - 東京ヤクルトスワローズ育成1位
- 園部佳太（福島） - オリックス・バファローズ育成2位
- 速水将大（富山） - 千葉ロッテマリーンズ育成2位
- 髙田竜星（石川） - 読売ジャイアンツ育成2位
- 速水隆成（群馬） - 北海道日本ハムファイターズ育成2位
- 大橋武尊（茨城） - 横浜DeNAベイスターズ育成3位

過去最多を更新する7名が指名を受けたが、2年連続で支配下枠での指名がなかった。
2022年
- 西濱勇星（群馬） - オリックス・バファローズ育成1位
- 樋口正修（埼玉） - 中日ドラゴンズ育成3位

2023年7月26日に支配下登録。
- 渡辺明貴（茨城） - 横浜DeNAベイスターズ育成4位
- 山本晃大（信濃） - 北海道日本ハムファイターズ育成4位

3年連続で育成枠のみの指名となった。
2023年
- 伊藤琉偉（新潟） - 東京ヤクルトスワローズ6位
- 大泉周也（福島） - 福岡ソフトバンクホークス育成1位
- 日渡騰輝（茨城） - 中日ドラゴンズ育成1位
- 尾田剛樹（栃木） - 中日ドラゴンズ育成3位

2024年3月25日に支配下登録。
- 芦田丈飛（埼玉） - オリックス・バファローズ育成4位
- 金子功児（埼玉） - 埼玉西武ライオンズ育成4位
- 奥村光一（群馬） - 埼玉西武ライオンズ育成6位

2024年6月9日に支配下登録。
4年ぶりに支配下枠での指名者が出た。
2024年
- 町田隼乙（埼玉） - 阪神タイガース4位
- 陽柏翔（茨城） - 東北楽天ゴールデンイーグルス6位
- 清水武蔵（栃木） - オリックス・バファローズ育成2位
- 大友宗（茨城） - 福岡ソフトバンクホークス育成3位
- 田島光祐（信濃） - オリックス・バファローズ育成5位

2年連続で支配下枠からの指名者を出し、複数名は6年ぶりとなる。
なお、当リーグから他の独立リーグに移籍後にNPBドラフト指名を受けた選手に、寺田哲也（新潟から香川オリーブガイナーズに移籍後、東京ヤクルトスワローズから指名）がいる。

## 拡張の動き

### 発足以降に新規加入した球団
2008年加入
2008年より群馬ダイヤモンドペガサスと福井ミラクルエレファンツの2球団が参加した。また群馬県の球団が参入したことによって、リーグ名称の「北信越」という地域名の整合性が取れなくなったのに伴い、2007年11月からリーグ名を現名称に改称している。両球団の設立・加盟に関する経緯は両球団の記事を参照。
2015年加入
2013年12月7日、埼玉県を本拠地とする「埼玉県民球団」を作るために、設立準備室が設置されたことが明らかになり、2015年シーズンから参戦予定とされた。12月24日、リーグより正式に「武蔵ヒートベアーズ」として2015年加入を目指した設立準備を開始したと発表された。
埼玉に続き、福島県を本拠地とするチームが、埼玉と同じく2015年シーズンからの加入をめざして準備を進めていることが2014年5月に報じられた。
この両球団については、前記の通り2014年6月24日に2015年度からの加入が正式に承認された。同年7月18日に福島球団の名称が「福島ホープス」に決定した。
2017年加入
2016年3月には栃木県と滋賀県で参入の構想が報じられた。3月23日にリーグは2017年度からの参加を前提に「栃木県民球団」「滋賀県民球団」の準加盟承認と、球団設立準備室の開設を発表した。6月28日のリーグの代表者会議で、両球団の2017年シーズンからの加盟が正式に決定され、滋賀県の球団については「滋賀ユナイテッドベースボールクラブ」という名称も公表された。8月1日に、栃木球団の名称が「栃木ゴールデンブレーブス」に決まった。
2019年加入
2016年12月2日、茨城県の企業経営者らが、2018年からのリーグ戦参加を前提に準加盟申請を目指していると報じられた。12月13日、リーグより「茨城県民球団」の準加盟承認と設立準備室開設が発表された。2017年6月12日、設立準備室関係者が茨城県庁で記者会見を開き、チーム名が「茨城アストロプラネッツ」、チームカラーが梅紫に決定したことを公表するとともに、参入予定を従来の目標より1年遅れの2019年とすることが明らかにされた。2018年7月24日、茨城アストロプラネッツはリーグ代表者会議で本加盟を承認された。2019年シーズンについては3地区制に変更することも検討されていると報じられたが、2019年1月に従来通り2地区制を採用することが発表された。
2020年加入
2018年11月28日、「神奈川県民球団」の準加盟を承認したと発表した。設立準備室は神奈川県藤沢市に置かれた。2019年6月27日のリーグ理事会で神奈川の本加盟を承認し、2020年よりリーグ戦に参加することが決まった（球団名は「神奈川フューチャードリームス」）。2020年シーズンの運営体制は別途決定するとしていたが、11月1日に東西2地区制を継続する（神奈川が東地区に加入し、新潟が西地区に移動）ことが発表された。前記の通り、その後の新型コロナウイルス感染拡大に伴い、3地区6ブロック制に変更されている。
2025年加入
2023年6月28日、リーグは「山梨県民球団」の準加盟を承認したと発表した。発表によると球団設立準備室の代表は、元東京ヤクルトスワローズ選手の加藤幹典である。同日、関係者が山梨県庁舎で記者会見を開き、保険代理店「ほけんのぜんぶ」を運営するZENB HOLDINGSが球団の親会社となること、2024年からリーグ戦に参加し、山梨県小瀬スポーツ公園野球場（通称「山日YBS球場」、甲府市）と富士北麓公園野球場（富士吉田市）の2つの球場を中心に公式戦開催を予定していることを明らかにした。リーグ側が加盟条件の審査をおこなった結果、「球団の運営体制や球場の確保などの面で課題が残っている」という理由で、2024年の加盟を認めなかったことが2023年8月31日に明らかにされた。11月30日に球団代表らが山梨県庁舎で会見を開き、2024年は「育成チーム」としてリーグの加盟球団との間で約20試合（うち県内約10試合）を実施予定と発表するとともに、12月1日より球団名を公募して同月25日に発表の予定と明らかにし、予定通り12月25日に球団名を山梨ファイアーウィンズと発表した。山梨ファイアーウィンズは2024年3月14日に、育成選手15人と契約を結んだことを発表した。2024年7月4日、リーグは2025年度からの山梨の正式加盟とリーグ戦参加を発表した。
山梨県においてはこれらに先立ち、2012年8月31日に元読売ジャイアンツの四條稔らが記者会見をおこない、四條や地元の会社経営者などを発起人とした運営会社「山梨風林火山球団」（2012年10月発足予定とされた）をベースに、山梨県を本拠地とするチームを2014年にリーグに加盟させる意向を表明したことがある。しかし、記者会見以降、加入予定とされた2014年を過ぎても、チーム名やチーム編成等についてはチーム関係者・リーグのいずれからも何の発表もなされなかった。2021年に山梨県出身で「わか@野球x医学」と名乗るTwitterアカウントが「やまなしに«プロ野球»を！」という名称のプロジェクトを発足させることを表明した。ツイートには「2023年春に独立リーグ参入を目指す」ともあるが、リーグ名は明記していなかった。プロジェクトの検討過程で上記「山梨風林火山球団」の元運営スタッフともコンタクトを取ったことを明かしていた（この時点で風林火山球団の構想は頓挫していた旨記されている）。このアカウントと現在の山梨ファイアーウィンズとの関係は不明である。

### 加入を表明したことのある地域
2016年時点で、リーグに正式に加盟する場合には「1億円前後の資本金」に加え、「2000人以上の収容数があり、ナイター設備の整った球場」を満たす拠点を持つことが必要とされている。
静岡県
2013年には、浜松を拠点とし、リーグへの参入を目指すブラジル人の受け皿を兼ねた野球チームの創設が報じられた。その後、浜松には一般社団法人「静岡県民球団」が設立され、facebookでは「BCリーグへの参画をめざす」と表明していた。
2018年4月24日、リーグは「静岡県民球団」に対して準加盟を承認したと発表した。5月17日に球団代表と村山哲二が浜松市役所で記者会見を開き、2019年シーズンからの参入を目指し、チーム名は公募、メインとなる球場は浜松球場が候補で主催試合の「6-7割」は浜松で開く意向を示した。前記の茨城アストロプラネッツ本加盟承認の際に、静岡球団の本加盟審議結果を2018年8月末までに公表することが発表された。静岡の本加盟をこの時点で認めない場合でも、2019年度は茨城を含めた11球団でリーグ戦を実施するとし、これは2018年よりリーグの球団数を偶数に限定する規定が廃止されたことによる。8月24日、リーグは審査の結果、静岡は球団の設立や運営の体制が不十分として、本加盟を見送ると発表した。この時点では主に資金面での準備が未完了で、球団代表は2019年の審査合格・2020年のリーグ戦参加を目指すとし、球団名公募やゼネラルマネージャーの選定も今後実施すると報じられた。
2019年の神奈川本加盟の発表に際しては、静岡球団からは今回は加盟申請がなかったとコメントされた。2019年9月に、資金の目標が達成できていないとして、静岡球団は参入予定をさらに1年後の2021年4月に変更する意向だと伝えられた。
2022年3月10日には、Facebookで「遠州浜海浜公園篠原地区に予定している県営野球場をフランチャイズにすることが条件の一つになっています。」と表現しており、浜松球場の解体決定により、新球場の建設待ちであることを明かしている。2023年11月29日のリーグ発表では「活動休止中」となっている。その後静岡県では、地域は離れるものの2024年からくふうハヤテベンチャーズ静岡がウエスタン・リーグの試合に参加し、静岡県民球団の前提となっていた浜松市の新球場については事実上計画が破綻したという報道が2025年になされる、といった状況が起きている。静岡県民球団のFacebookは2024年以降新たな書き込みがなされていない。
千葉県
2023年よりベイサイドリーグに加入した千葉スカイセイラーズは、同リーグの初年度シーズン終了翌日の9月28日に、2024年はベイサイドリーグに参加せずに、2025年以降のBCリーグ参加を目指して活動すると発表した。なお、千葉の運営会社は2022年に当時の日本海オセアンリーグで福井ネクサスエレファンツを運営していた法人である。
リーグは2024年4月8日に、2026年度からの公式戦参加（2024年度中に準加盟、2025年度中に正式加盟）を前提とした新規加入球団を公募すると発表した。同年12月2日に、千葉県民球団（千葉スカイセイラーズ）の準加盟承認を発表した。千葉球団では引き続き2026年以降の本加盟を目指すとしている。

## 西地区の離脱と新リーグ結成
2021年9月1日に、西地区4チームの2022年シーズン不参加と新リーグ結成が発表された。9月16日にリーグの設立記者会見が開かれ、リーグ名が「日本海オセアンリーグ」となること、年間50試合を実施することを明らかにした。リーグ独立の背景として、特に2020年以降の他の2地区との扱いの違いや、リーグ自体が「ふるさと野球」という方針から逸脱している点への違和が挙げられている。
日本海オセアンリーグは2022年にリーグ戦を実施したが、シーズン終了後に福井が活動休止（実質的に解散）、滋賀が「新運営会社への移行」を理由とした活動休止をそれぞれ発表した。さらに新規に加入が決定した千葉県と神奈川県の2球団によるベイサイドリーグに改称する一方、富山と石川はベイサイドリーグを離脱したもののBCリーグには復帰せずに新たに日本海リーグを設立した。

## 新潟のNPBファーム加盟申請
NPBによる、2024年からの加入を前提としたファーム専属となる新球団募集に対して、新潟が応募したことが2023年7月に発表された。同年9月29日にプロ野球オーナー会議で新潟の加盟が内定したと発表され、10月2日に記者会見を開いた新潟球団社長の池田拓史は「現実的に2ウェイ（両立）は難しい」と述べてBCリーグには不参加となる意向を示した。11月22日にNPBファームへの加盟が正式に決定し、これに伴ってリーグ側は2023年12月31日をもってリーグ加盟資格が終了すると発表した。

## 他のリーグとの提携
四国アイランドリーグplusとの間では、2007年よりシーズン終了後に両リーグの優勝チーム同士による「日本独立リーグ・グランドチャンピオンシップ」（5試合制）が開催された（2020年と2021年は中止、2022年からは参加リーグを増やしたトーナメント制に変更）。アイランドリーグとはこの他、BCリーグ初年度の2007年にはシーズン中に交流戦を開催したものの、翌2008年以降は開催されていない。2014年9月には、この両リーグの合同組織として一般社団法人日本独立リーグ野球機構を設立した。2018年は選手トライアウトを合同で実施、ドラフト会議もインターネット中継を使用して合同で開催された。2019年以降は各リーグの単独開催に戻っている。一方、2022年には審判の合同トライアウトを実施することが発表された（2023年も実施）。
2022年には、九州アジアリーグ・北海道フロンティアリーグと合同の選抜チーム「日本独立リーグ野球機構選抜」を組織した上で、同年のみやざきフェニックス・リーグに参加した。
またNPB12球団のファームとは2007年以降、不定期で交流戦を開催している他、2009年にはオーストラリアのクラブチーム選抜とも交流戦を開催した。
2012年には横浜DeNAベイスターズファームチームとの練習試合18戦を公式戦として開催した。
2013年には海外独立リーグとの公式戦も開催され、パシフィック・アソシエーションの2球団マウイ・イカイカ、ハワイ・スターズが来日、合計12試合を行った。
2014年には巨人、オリックス、広島の各ファームチームとの計12試合が公式戦として開催された。2015年は前記の通り、中日を除くNPBファームとの試合（東地区3試合・西地区2試合）が公式戦として実施され、2016年は巨人3軍とは各チーム年間6試合、それ以外のNPBファーム（楽天・西武・ヤクルト・ロッテ・阪神・ソフトバンクのうちの1または2球団）とは年間2試合を実施した。2017年は巨人3軍との交流戦を各チーム5試合（ホーム3・ビジター2）、東地区のみ楽天3軍との交流戦を各チーム4試合（ホーム・ビジター各2）を実施した。2018年は、公式戦の成績対象となる巨人3軍との交流戦を各チーム3試合（すべてホーム）のほか、公式戦成績対象外の交流戦として、楽天（対戦は栃木・群馬・信濃が各2試合、武蔵と新潟が各1試合）・阪神（対戦は石川・福井が各1試合）ファームとの試合が実施された。以降の交流戦については各シーズンの運営方法節を参照。

### 交流戦の戦績
スコアに関わらず、左側がホーム（後攻）・右側がビジター（先攻）。
2007年
- 6月19日 信濃 1-8 北海道日本ハムファイターズ（オリスタ）
- 7月31日 北信越BCリーグオールスター 10-2 フューチャーズ（アルペン）
- 8月1日 北信越BCリーグオールスター 0-11 フューチャーズ（三条市民）
- 8月7日 北信越BCリーグ選抜 1-16 四国IL選抜（石川県立）
- 8月8日 北信越BCリーグオールスター 2-3 グッドウィル（オリスタ）
- 8月28日 四国IL選抜 2-2 北信越BCリーグ選抜（坊っちゃん）
- 10月28日 新潟 1-14 千葉ロッテマリーンズ（三条市民）※新潟BCファン感謝デー・中越沖地震復興チャリティゲーム

2008年
- 5月16日 群馬 2-1 読売ジャイアンツ（富岡）
- 5月20日 信濃 3-1 日本ハム（松本）
- 7月19日 信濃 0-6 東京ヤクルトスワローズ（県営上田）
- 7月20日 BCリーグ上信越選抜 2-5 ヤクルト（オリスタ）
- 7月21日 石川 4-5 フューチャーズ（弁慶スタ）
- 8月4日 群馬 4-8 ロッテ（高崎城南）
- 8月6日 信濃 1-11 埼玉西武ライオンズ（中野）
- 8月27日 信濃 0-2 湘南シーレックス（諏訪湖）
- 9月2日 富山 4-15 福岡ソフトバンクホークス（アルペン）
- 9月3日 群馬 2-7 ソフトバンク（伊勢崎）

2009年
- 3月31日 シリウス 7-1 群馬（ロッテ浦和）
- 4月22日 ロッテ 6-2 新潟（ロッテ浦和）
- 5月19日 新潟 6-3 豪州クラブ選抜（悠久山）
- 5月20日 群馬 11-5 豪州クラブ選抜（前橋市民）
- 5月20日 新潟 4-9 東北楽天ゴールデンイーグルス（三機スタ）
- 5月21日 信濃 5-1 豪州クラブ選抜（中野）
- 6月2日 ヤクルト 11-4 新潟（ヤクルト戸田）
- 6月3日 ヤクルト 5-1 新潟（ヤクルト戸田）
- 6月9日 群馬 4-13 西武（本庄）
- 6月17日 信濃 4-6 日本ハム（松本）
- 7月27日 石川（雨天中止）阪神タイガース（金沢市民）
- 7月28日 富山 2-2 阪神（となみ）
- 8月4日 信濃 1-7 ロッテ（オリスタ）

2010年
- 4月1日 シリウス 3-3 群馬（ロッテ浦和）
- 4月7日 シリウス 4-9 群馬（ロッテ浦和）
- 4月15日 ロッテ（雨天中止）新潟（ロッテ浦和）
- 5月11日 フューチャーズ 1-3 BCリーグ選抜（上尾）
- 5月12日 フューチャーズ 2-7 BCリーグ選抜（市営浦和）
- 6月1日 シリウス 2-5 群馬（ロッテ浦和）
- 6月8日 ロッテ 1-1 新潟（ロッテ浦和）
- 6月15日 ヤクルト 9-2 新潟（ヤクルト戸田）
- 6月15日 富山 4-5 オリックス（アルペン）
- 6月16日 石川 1-9 オリックス（石川県立）
- 6月17日 福井 0-14 オリックス（フェニスタ）
- 6月22日 シリウス 4x-3 新潟（ロッテ浦和）
- 6月30日 阪神 2-2 福井（鳴尾浜）
- 7月6日 シリウス 4-5 新潟（ロッテ浦和）
- 7月6日 信濃 9-6 西武（オリスタ）
- 7月27日 新潟 0-0 楽天（三機スタ）
- 8月3日 巨人 15-0 群馬（ジャイアンツ）
- 8月24日 群馬 0-3 西武（本庄）
- 9月14日 ヤクルト 0-4 群馬（ヤクルト戸田）

2011年
- 4月19日 西武（雨天中止）新潟（西武第二）
- 5月10日 ロッテ 4-5 新潟（ロッテ浦和）
- 5月24日 信濃 0-8 ロッテ（オリスタ）
- 5月31日 石川 1-3 巨人（石川県立）
- 6月1日 富山 0-0（5回表降雨ノーゲーム） 巨人（アルペン）
- 6月7日 フューチャーズ 1-4 BCリーグ選抜（上尾）
- 6月8日 フューチャーズ 3-0 BCリーグ選抜（上尾）
- 6月10日 新潟 1-1 ヤクルト（エコスタ）
- 7月6日 巨人 2-3 新潟（ジャイアンツ）
- 7月12日 巨人 3-2 石川（ジャイアンツ）
- 7月13日 巨人 0-6 石川（ジャイアンツ）
- 7月27日 新潟 1-9 横浜ベイスターズ（小田原）
- 9月1日 巨人 1-5 群馬（ジャイアンツ）
- 9月8日 巨人 0-10 新潟（ジャイアンツ）
- 9月14日 福島県北選抜 1-4 ドリーム選抜（福島あづま）

2012年
- 5月8日 群馬 4-14 楽天（伊勢崎）
- 5月9日 西武 5-2 新潟（西武第二）
- 5月15日 楽天（雨天中止）新潟（楽天泉）
- 6月9日 石川（雨天中止）阪神（石川県立）
- 6月10日 富山 1-1 阪神（城光寺）
- 6月14日 群馬 3-7 ロッテ（敷島）
- 7月10日 巨人 3-7 新潟（ジャイアンツ）
- 7月10日 福井 2-2 オリックス（三国）
- 7月11日 福井 4-5 オリックス（敦賀）
- 7月27日 新潟 1-9 ヤクルト（エコスタ）
- 8月13日 横浜DeNAベイスターズ 2-13 新潟（小田原）
- 8月29日 巨人 3-4 新潟（ジャイアンツ）
- 9月4日 群馬（雨天中止）巨人（伊勢崎）
- 9月7日 群馬 4-6 西武（敷島）

2013年
- 7月30日 群馬 10-2 ハワイ・スターズ（敷島）
- 7月30日 福井 4-6 イカイカ・マウイ（フェニスタ）
- 7月31日 新潟 11-0 ハワイ（三機スタ）
- 7月31日 富山 9-3 マウイ（となみ）
- 8月1日 信濃 13-3 ハワイ（オリスタ）
- 8月1日 石川 3-8 マウイ（金沢市民）
- 8月3日 信濃 5-3 マウイ（オリスタ）
- 8月3日 福井 6-6 ハワイ（フェニスタ）
- 8月4日 群馬 12-2 マウイ（藤岡）
- 8月4日 富山 5-1 ハワイ（城光寺）
- 8月5日 新潟 4-6 マウイ（三機スタ）
- 8月5日 石川 8-6 ハワイ（金沢市民）

2014年
- 4月9日 群馬 1-3 巨人（城南）
- 4月10日 群馬 6-1 巨人（城南）
- 5月9日 新潟 5-2 オリックス（パールスタジアム）
- 5月10日 新潟 8-0 オリックス（パールスタジアム）
- 5月11日 富山 1-4 オリックス（桃山）
- 5月24日 福井 3-6 広島東洋カープ（丹南）
- 5月25日 石川 5-8 広島（石川県立）
- 5月27日 信濃 1-10 オリックス（オリスタ）
- 5月28日 信濃 1-1 オリックス（松本）
- 6月13日 富山（中止）オリックス（となみ）
- 6月14日 石川 0-2 オリックス（金沢市民）
- 6月15日 福井 0-2 オリックス（敦賀）
- 7月1日 富山 1-5 オリックス（神戸サブ球場）

2015年
- 4月11日 信濃 9-1 日本ハム（松本）
- 4月11日 富山 0-13 阪神（アルペン）
- 4月12日 福井 0-4 阪神（フェニスタ）
- 4月22日 武蔵 1-9 ロッテ（熊谷）
- 4月29日 群馬 2-7 DeNA（城南）
- 5月8日 石川 1-4 広島（金沢市民）
- 5月9日 福井 0-13 広島（丹南）
- 5月12日 信濃 7-6 オリックス（オリスタ）
- 5月20日 福島 2-5 楽天（あづま）
- 5月21日 福島 2-7 楽天（あづま）
- 6月03日 武蔵 3-2 西武（県営大宮）
- 6月05日 石川 0-0 ソフトバンク（金沢市民）
- 6月06日 富山 4-0 ソフトバンク（高岡西部）
- 6月09日 新潟 0-0 巨人（エコスタ）
- 6月10日 新潟 5-5 巨人（悠久山）
- 6月14日 群馬 12-5 ヤクルト（城南）
- 7月23日 福島 1-3 ソフトバンク（しらさわ）
- 7月24日 群馬 3-1 ソフトバンク（前橋）
- 7月25日 新潟 12-1 ソフトバンク（悠久山）
- 7月26日 武蔵 2-2 ソフトバンク（フラワー）

2016年
- 4月13日 巨人 2-4 石川（ジャイアンツ）
- 4月14日 巨人（中止）信濃（ジャイアンツ）
- 4月27日 石川 6-11 巨人（金沢市民）
- 4月28日 石川（中止）巨人（金沢市民）
- 4月29日 富山 3-5 巨人（アルペン）
- 4月30日 武蔵 1-5 ロッテ（越谷）
- 4月30日 富山 3-3 巨人（桃山）
- 5月4日 新潟 1-0 西武（悠久山）
- 5月10日 信濃 3-0 巨人（松本）
- 5月11日 信濃 0-4 巨人（オリスタ）
- 5月12日 群馬 8-2 巨人（城南）
- 5月13日 群馬 6-3 巨人（前橋）
- 5月14日 群馬 0-1 巨人（敷島）
- 5月15日 群馬 5-4 巨人（城南）
- 5月26日 福井 6-2 巨人（フェニスタ）
- 5月27日 福井 0-4 巨人（フェニスタ）
- 5月28日 富山 3-6 阪神（高岡西部）
- 5月28日 福井 3-2 巨人（三国）
- 5月29日 福井 8-2 阪神（フェニスタ）
- 5月31日 巨人 4-2 富山（ジャイアンツ）
- 6月1日 武蔵 3-10 巨人（熊谷）
- 6月2日 武蔵 2-12 巨人（熊谷）
- 6月4日 武蔵 7-7 西武（フラワー）
- 6月8日 巨人 4-4 信濃（ジャイアンツ）
- 6月9日 巨人 4-2 新潟（ジャイアンツ）
- 6月9日 福島 1-9 楽天（開成山）
- 6月15日 新潟 11-5 楽天（悠久山）
- 6月17日 巨人 2-1 福島（ジャイアンツ）
- 6月24日 信濃 0-6 楽天（オリスタ）
- 6月25日 信濃 3-22 楽天（オリスタ）
- 6月29日 巨人 0-2 石川（ジャイアンツ）
- 7月6日 巨人 2-0 福井（ジャイアンツ）
- 7月7日 巨人 1-3 福井（ジャイアンツ）
- 7月15日 福井 3-4 巨人（福井県営）
- 7月16日 富山 3-1 巨人（アルペン）
- 7月17日 富山 5-12 巨人（アルペン）
- 7月18日 群馬 5-9 ヤクルト（伊勢崎）
- 7月19日 巨人 1-1 武蔵（ジャイアンツ）
- 7月26日 群馬（中止）ソフトバンク（城南）
- 7月27日 福井 11-1 ソフトバンク（フェニスタ）
- 7月28日 石川 5-4 ソフトバンク（石川県立）
- 7月30日 石川 3-2 ソフトバンク（石川県立）
- 7月31日 富山 9-1 ソフトバンク（黒部）
- 8月3日 巨人 5-7 福島（ジャイアンツ）
- 8月5日 石川 15-2 巨人（石川県立）
- 8月6日 信濃 9-1 巨人（中野）
- 8月7日 信濃 9-5 巨人（オリスタ）
- 8月10日 新潟 4-1 巨人（五十公野）
- 8月11日 新潟 4-5 巨人（エコスタ）
- 8月12日 新潟 0-3 巨人（エコスタ）
- 8月13日 新潟 4-6 巨人（エコスタ）
- 8月16日 巨人 6-3 群馬（ジャイアンツ）
- 8月17日 巨人 8-2 群馬（ジャイアンツ）
- 8月18日 福島 6-1 巨人（開成山）
- 8月19日 福島 4-9 巨人（開成山）
- 8月20日 福島（中止）巨人（開成山）
- 8月21日 福島 0-2 巨人（白河）
- 8月26日 武蔵 1-2 巨人（熊谷）
- 8月27日 武蔵（中止）巨人（本庄）
- 9月2日 巨人 4-3 富山（ジャイアンツ）
- 9月7日 巨人（中止）武蔵（ジャイアンツ）
- 9月8日 巨人（中止）新潟（ジャイアンツ）

2017年
- 4月11日 巨人（雨天中止）群馬（ジャイアンツ）
- 4月18日 巨人 6-0 福井（ジャイアンツ）
- 4月19日 巨人 15-2 福井（ジャイアンツ）
- 4月21日 栃木 4-11 巨人（佐野）
- 4月22日 栃木 0-7 巨人（小山）
- 4月23日 栃木 4-15 巨人（佐野）
- 4月25日 巨人 2-3 新潟（ジャイアンツ）
- 4月26日 巨人 8-1 武蔵（ジャイアンツ）
- 4月27日 巨人 1-0 群馬（ジャイアンツ）
- 5月4日 栃木 5-7 楽天（栃木市営）
- 5月6日 信濃 5-10 巨人（中野）
- 5月7日 信濃 10-8 巨人（綿半飯田）
- 5月10日 巨人 8-5 信濃（ジャイアンツ）
- 5月12日 石川 1-6 巨人（金沢市民）
- 5月13日 石川 5-11 巨人（金沢市民）
- 5月14日 福島（雨天中止）楽天（あづま）
- 5月14日 石川 5-3 巨人（金沢市民）
- 5月15日 信濃 3-5 巨人（オリスタ）
- 5月16日 楽天 8-5 福島（Kobo）
- 5月20日 新潟 4-8 楽天（悠久山）
- 5月21日 新潟 3-8 楽天（悠久山）
- 5月22日 巨人 9-1 滋賀（ジャイアンツ）
- 5月23日 巨人 3-2 滋賀（ジャイアンツ）
- 5月26日 富山 2-5 巨人（高岡西部）
- 5月27日 富山 3-2 巨人（県営富山）
- 5月28日 富山 3-2 巨人（県営富山）
- 5月30日 巨人 13-3 新潟（ジャイアンツ）
- 5月31日 巨人 6-1 福島（ジャイアンツ）
- 6月1日 楽天（雨天中止）群馬（泉）
- 6月2日 楽天（雨天中止）群馬（泉）
- 6月2日 武蔵 2-13 巨人（上尾）
- 6月3日 武蔵 13-7 巨人（上尾）
- 6月4日 武蔵 4-13 巨人（大宮）
- 6月21日 楽天（雨天中止）武蔵（利府）
- 6月23日 楽天 2-0 武蔵（泉）
- 6月23日 新潟 0-8 巨人（エコスタ）
- 6月24日 新潟 6-6 巨人（エコスタ）
- 6月25日 新潟 5-3 巨人（エコスタ）
- 7月5日 巨人 4-2 栃木（ジャイアンツ）
- 7月5日 群馬 4-2 楽天（前橋）
- 7月7日 滋賀 2-1 巨人（湖東）
- 7月8日 滋賀 1-9 巨人（守山市民）
- 7月8日 武蔵 1-5 楽天（フラワー）
- 7月9日 武蔵 3-4 楽天（本庄）
- 7月9日 滋賀 6-3 巨人（守山市民）
- 7月12日 巨人 6-10 栃木（ジャイアンツ）
- 7月15日 福井 6-6 巨人（フェニスタ）
- 7月16日 福井 8-3 巨人（美浜）
- 7月17日 福井 2-8 巨人（丹東）
- 7月19日 巨人 1-4 信濃（ジャイアンツ）
- 7月29日 群馬（雨天中止）楽天（敷島）
- 8月3日 福島 4-4 巨人（開成山）
- 8月4日 福島 6-0 巨人（開成山）
- 8月5日 福島 2-6 巨人（あづま）
- 8月10日 巨人 8-5 福島（ジャイアンツ）
- 8月15日 楽天（雨天中止）福島（泉）
- 8月16日 楽天（雨天中止）栃木（泉）
- 8月22日 巨人 2-4 武蔵（ジャイアンツ）
- 8月23日 巨人 10-3 富山（ジャイアンツ）
- 8月24日 巨人 4-10 富山（ジャイアンツ）
- 9月1日 群馬 12-11 巨人（城東）
- 9月2日 群馬 1-16 巨人（伊勢崎）
- 9月4日 巨人 1-1 石川（ジャイアンツ）
- 9月5日 楽天（中止）新潟（泉）
- 9月5日 巨人 10-2 石川（ジャイアンツ）
- 9月6日 楽天 3-8 群馬（泉）
- 9月7日 楽天（雨天中止）新潟（泉）

2018年
- 4月20日 福島 5-3 巨人（南部）
- 4月21日 巨人 6-6 福島（南部）
- 4月22日 福島 0-4 巨人（南部）
- 5月11日 栃木 7-6 巨人（小山）
- 5月12日 巨人 2-3 栃木（小山）
- 5月12日 群馬 11-3 楽天（伊勢崎）
- 5月13日 栃木 7-9 巨人（小山）
- 5月13日 群馬（中止）楽天（前橋）
- 5月19日 福島 2-9 楽天（しらさわ）
- 5月20日 武蔵 3-12 楽天（熊谷）
- 5月25日 福井 0-9 巨人（フェニスタ）
- 5月26日 巨人 2-2 福井（フェニスタ）
- 5月27日 福井 1-6 巨人（丹南）
- 6月8日 武蔵 2-6 巨人（上尾）
- 6月9日 巨人 6-2 武蔵（熊谷）
- 6月10日 武蔵（中止）巨人（熊谷）
- 6月15日 新潟 1-5 巨人（エコスタ）
- 6月16日 巨人 5-2 新潟（エコスタ）
- 6月17日 新潟 3-3 巨人（エコスタ）
- 6月19日 信濃 8-14 楽天（オリスタ）
- 7月7日 栃木 3-8 楽天（小山）
- 7月8日 栃木 1-5 楽天（佐野）
- 7月14日 富山 17-3 巨人（アルペン）
- 7月15日 巨人 12-1 富山（アルペン）
- 7月16日 富山 6-5 巨人（アルペン）
- 7月20日 信濃 9-0 巨人（しんきん諏訪）
- 7月21日 巨人 4-4 信濃（オリスタ）
- 7月22日 信濃 8-7 巨人（綿半飯田）
- 7月24日 石川 6-10 阪神（金沢市民）
- 7月25日 福井 5-6 阪神（フェニスタ）
- 7月27日 滋賀 1-7 巨人（湖東）
- 7月28日 巨人 10-3 滋賀（甲賀）
- 7月29日 滋賀（雨天中止）巨人（守山市民）
- 8月3日 群馬 8-3 巨人（城南）
- 8月4日 巨人 0-10 群馬（桐生）
- 8月5日 群馬 3-4 巨人（太田）
- 8月8日 新潟 0-0 楽天（エコスタ）
- 8月14日 信濃 2-6 楽天（オリスタ）
- 8月24日 石川 1-3 巨人（金沢市民）
- 8月25日 巨人 6-2 石川（金沢市民）
- 8月26日 石川 1-4 巨人（金沢市民）

2019年
- 4月12日 滋賀 2-1 巨人（皇子山）
- 4月13日 滋賀 6-3 巨人（守山市民）
- 5月11日 石川 3-4 巨人（金沢市民）
- 5月12日 石川 5-4 巨人（金沢市民）
- 5月18日 信濃 6-3 巨人（佐久）
- 5月19日 信濃 6-0 巨人（綿半飯田）
- 6月8日 富山 2-3 巨人（アルペン）
- 6月9日 富山 6-5 巨人（アルペン）
- 6月15日 福井 1-3 巨人（フェニスタ）
- 6月16日 福井（中止）巨人（丹南）
- 6月29日 新潟（中止）巨人（エコスタ）
- 6月30日 新潟 0-1 巨人（エコスタ）
- 7月13日 福島 4-2 巨人（南部）
- 7月14日 福島 2-4 巨人（しらさわ）
- 7月15日 茨城 5-7 巨人（牛久）
- 7月19日 茨城 1-6 巨人（牛久）
- 7月20日 武蔵 2-3 巨人（フラワー）
- 7月21日 武蔵 5-5 巨人（フラワー）
- 7月25日 群馬 1-3 巨人（城南）
- 7月26日 群馬 11-8 巨人（城南）
- 7月27日 栃木 9-1 巨人（栃木市営）
- 7月28日 栃木 8-8 巨人（栃木市営）

## オフィシャルパートナー・スポンサー
BCリーグのオフィシャルパートナー・スポンサー企業は下記の通り（2021年シーズン現在）。
- ネーミングライツスポンサー
  - ルートインジャパン
- オフィシャルパートナー
  - サトウ食品
- アスリートキャリアサポートパートナー
  - エイジェック
- オフィシャルスポンサー
  - ダスキン
  - ホーミー
  - 一光スポーツ
  - 伊藤園
  - イープラス
  - 栄朋
- セカンドキャリアスポンサー
  - 白寿生科学研究所
  - 博展
  - 西尾レントオール
  - KH
  - トラバース
  - アーヌエヌエ
  - オープンハウス
  - ツクイ
  - デジタルデータソリューション
  - シンメンテホールディングス
- アンパイアスポンサー
  - 日建学院
  - 日本リサイクルソリューション

## MIKITO AED PROJECT
村山哲二がリーグ創設に向けて活動していた2006年、野球の試合直前に心不全で急逝した当時9歳の少年（糸魚川市在住）の遺族から「新潟のプロ野球球団を応援したいと言っていた、息子の夢を叶えてあげてください」という手紙を受け取り、それを励みにしてリーグを実現させたことから実施しているプロジェクト。自動体外式除細動器(AED)の普及を目的としており、グッズの収益で機械を購入して寄贈している。また、少年の遺志を伝えたいという理由で、少年が所属していた野球チームのキャプテンが使用する背番号「10」をリーグ全球団共通の永久欠番としている。リーグ創設当時は新潟のみが永久欠番に指定していた。2014年の時点では新潟と信濃が欠番としていた。この段階では10番を付けた選手が在籍するチームがあったが、2015年の開幕前に石川および群馬の該当選手が番号を変更したことで、このシーズンよりリーグに10番の選手はいなくなった。この2球団以外では、富山と福井に背番号10の選手が過去に在籍していた。
またこの経緯から、新潟アルビレックスBCは糸魚川市の美山球場で公式戦を開催している。
新潟は2024年からNPBファームに加盟したが、背番号10はサポーター背番号として永久欠番のままにしている。